# Georg Franz Hofmann

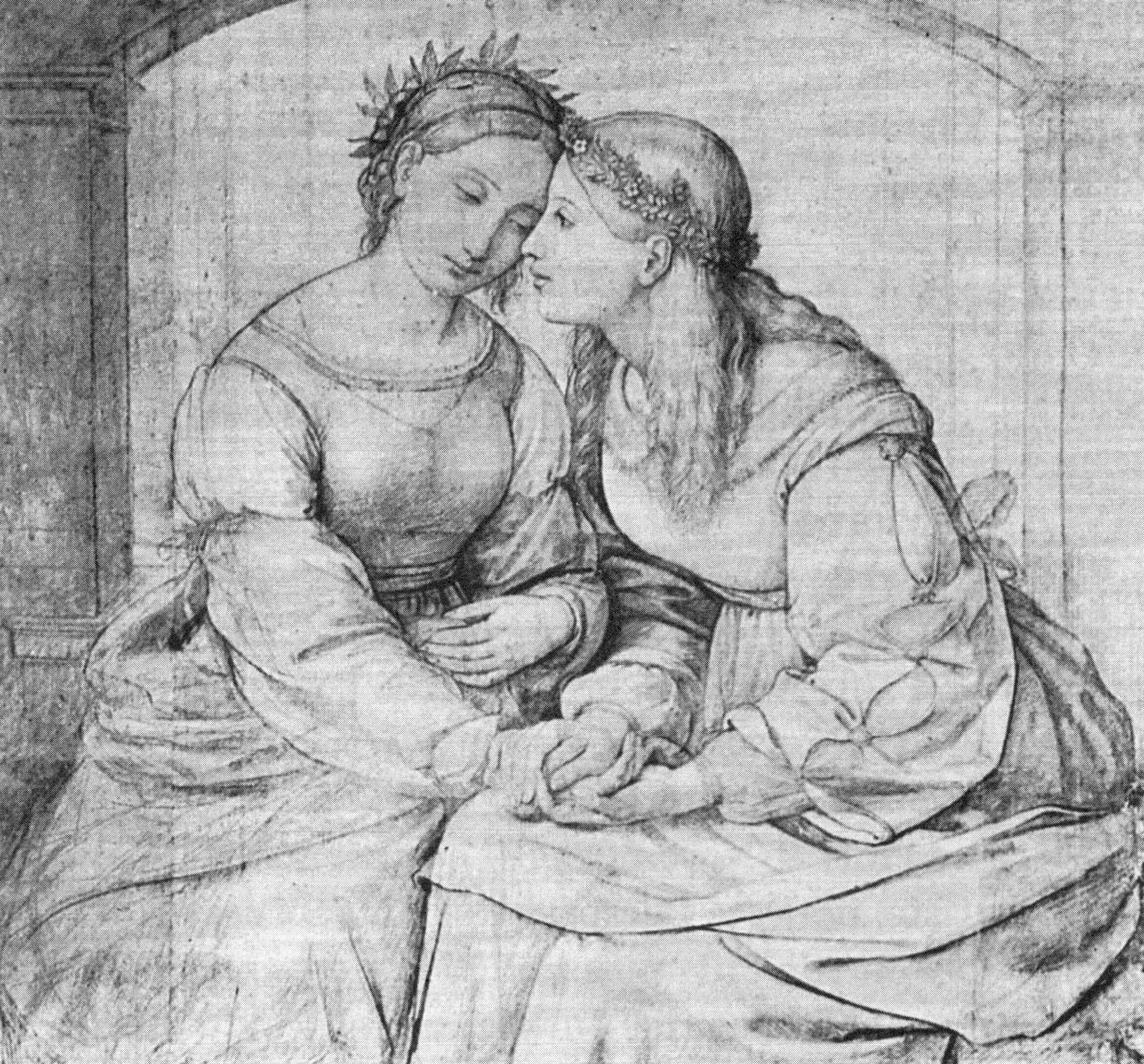
Friedrich Overbeck: Vorstudie zu Italia und Germania. 1811 lud Hofmann das bekannteste Mitglied des Lukasbunds ein, an seinem Institut in Neapel zu unterrichten.

Georg Franz Hofmann (* 6. Oktober 1765 in Burrweiler, Rheinpfalz; † 13. März 1849 in Laimgrube, heute Wien) war ein schweizerisch-deutscher Pädagoge und Autor. Er bekleidete eine der wichtigsten Kanzleistellen in der Helvetischen Republik, präsidierte die Schulkommission der ersten schweizerischen Kantonsschule in Aarau, gehörte zum inneren Zirkel Johann Heinrich Pestalozzis in Yverdon, unternahm eine Kunstreise nach Rom und gründete eigene Schulen in Neapel und Budapest. Im Alter trieb er in der Nähe von Wien Landwirtschaft.

## Biografie

### Pfalz und Elsass

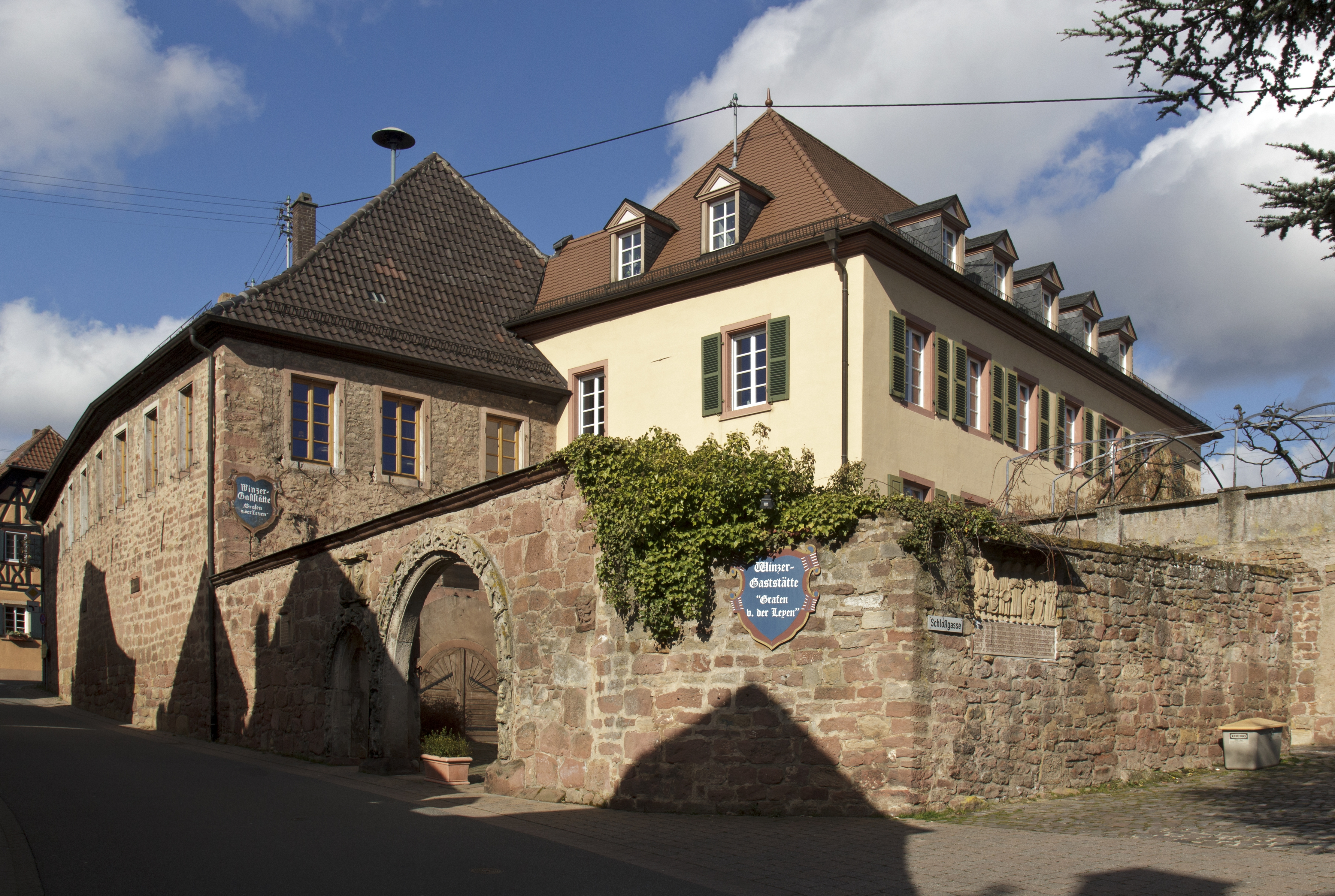
Burrweiler: Schloss der Grafen von der Leyen

Hofmanns Biografie ist noch wenig erforscht, auch existiert kein Porträt. Die Herrschaft Burrweiler, wo er geboren wurde, gehörte den Grafen von der Leyen und grenzte an die Kurpfalz, das Fürstbistum Speyer und die französische Festung Landau. Hofmann war das älteste überlebende von mindestens acht Geschwistern. Die Mutter Regina Rosina geb. Eiswirth (1738–1816) stammte aus Burrweiler, der Vater Johann Peter aus Schauren. Zu Gevatter stand dem Katholiken ein gleichnamiger Onkel (1743–1816), der das Priesterseminar in Heidelberg besuchte. In einer lateinischen Sprachlehre, die dieser 1791 in Mannheim veröffentlichte, erwähnt er einen Vetter, der dort in den 1770er Jahren am ehemaligen Jesuitengymnasium unterrichtete. Dieser Hofmann (Vorname unbekannt) war 1791 kurze Zeit Prediger in Mannheim, bevor er als Aufklärer abgesetzt wurde und die Kurpfalz mit unbekanntem Ziel verliess.
Georg Franz besuchte ab 1778 das katholische Gymnasium in Heidelberg. 1782 wurde er „t(itulo) p(aupertatis)“ (als Armer) an der Universität Heidelberg immatrikuliert. 1784 ersuchte er um „Büchsen- und Purgatorgeld“. Zur Zeit seiner Immatrikulation machte in Heidelberg der reformierte Kirchenrat Johann Friedrich Mieg Werbung für den Geheimbund der Illuminaten. Er war es, der Pestalozzi für den Geheimbund gewann. 1797 vertrat er das Projekt einer süddeutschen Republik. Von einer Aufnahme des damals noch sehr jungen Hofmanns in den 1785 aufgelösten Orden ist aber nichts bekannt.
Auf dem Titelblatt einer seiner späteren Veröffentlichungen wird er als Dr., auf jenem einer andern wohl zutreffender als Philos(ophiæ) Mag(ister) bezeichnet. Hofmann schreibt von einem „Lehramte, das ich in meinem Vaterlande, der rheinischen Pfalz, während acht Jahren, mit Freude und Segen bekleidete“. Wo er dies tat, erwähnt er nicht. Er könnte als Hofmeister (Hauslehrer) oder an einem privaten Erziehungsinstitut angestellt gewesen sein.

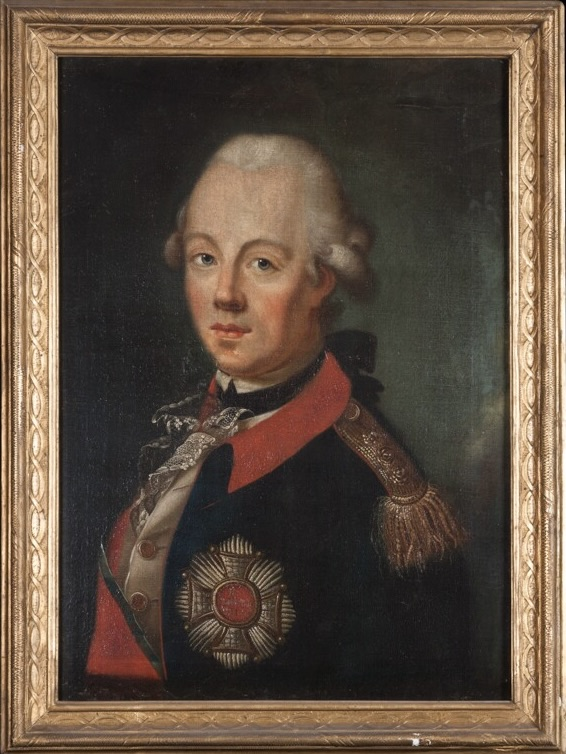
Heinrich Carl Brandt: Karl August von Bretzenheim, vor 1787

Bekannt ist nur, dass Hofmann – wohl im Nebenamt – Bibliothekar Karl August von Bretzenheims (1768–1823) war. Dieser verdankte den ihm 1789 verliehenen Titel eines Reichsfürsten der Tatsache, dass er ein unehelicher Sohn des in München residierenden Kurfürsten Karl Theodor von Pfalz-Bayern war. Nach seiner Heirat mit Maria Walburga von Oettingen-Spielberg bewohnte er 1788–1792 das neu errichtete Palais Bretzenheim gegenüber dem Mannheimer Schloss.
Im Ersten Koalitionskrieg (1792–1797) geriet die neutrale Kurpfalz zwischen die Fronten. Hofmann soll damals Jakobiner geworden und ins nahe Frankreich gegangen sein. An einem unbekannten Ort heiratete er Philippine Charlotte geborene Bissling (* 1771) aus Mannheim. Ihr Vater war dort Metzgermeister gewesen. Trotz ihrer Jugend hatte sie schon zwei Ehen hinter sich und war seit 1794 Witwe. Mit ihr hatte er drei musikalisch und künstlerisch begabte Töchter: Carolina (* 1796), Amalia (1797–1870) und Charlotte (1800–1819). Sie wurden im Glauben der Mutter erzogen, deren Grossvater reformierter Kirchenvorsteher in der Reichsstadt Speyer und angeblich schweizerischer Herkunft gewesen war.
Carolina wurde in Strassburg geboren, wo „François Hofmann“ sich als Kaufmann bezeichnete. Im Geburtsregister unterzeichneten als Zeugen zwei weitere Kaufleute: „Jean Mettler“ und „Henry Posshardt“. Ein Johannes Mettler in Strassburg vertrieb 1798 die revolutionäre Zeitschrift Materialien zur Geschichte des Standes Zürich. Er war wohl ein Landsmann des Verfassers Johann Caspar Billeter (1765–1844), eines Emigranten aus Stäfa. In Stäfa, einem Weinbauerndorf wie Burrweiler, arbeitete man seit der Demokratiebewegung von 1794/1795 auf die Helvetische Revolution von 1798 hin.

### Sekretär der helvetischen Regierung

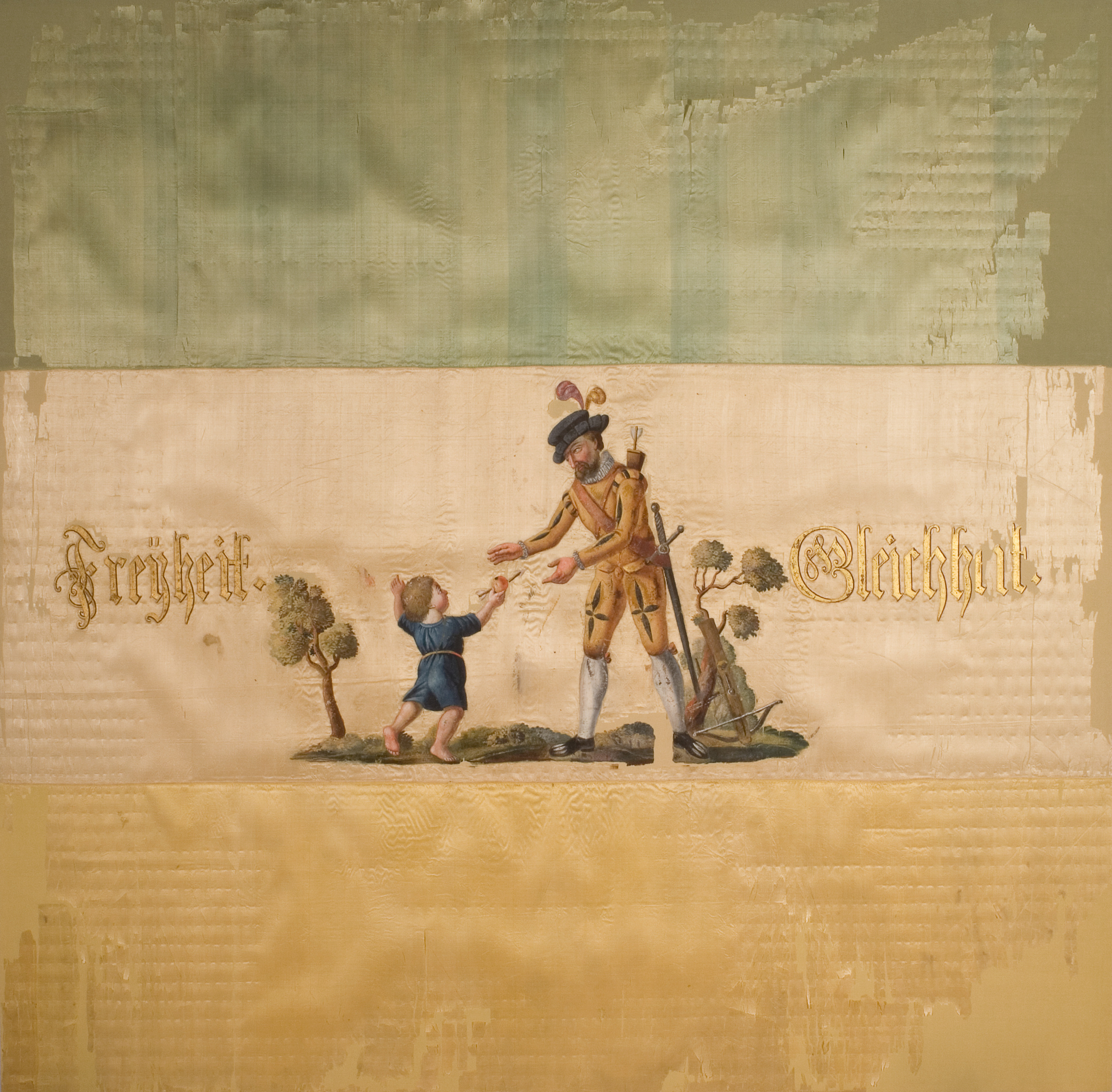
Trikolore der Helvetischen Republik, 1799, Nidwaldner Museum, Stans

Wo Hofmann sich 1797–1799 und damit bei der Geburt der zweiten Tochter Amalia aufhielt, ist nicht bekannt. Die jüngste Tochter Charlotte kam in Bern zur Welt. Dass der ausgezeichnete Stilist dort 1799–1801 dem Redaktionsbüro des helvetischen Direktoriums (entspricht dem heutigen Bundesrat) angehörte, könnte auf seine Bekanntschaft mit Schweizer Revolutionären zurückzuführen sein. Das Büro bestand im erstgenannten Jahr aus zwei Protokollisten, drei Redaktionssekretären und einem Übersetzer. Als einer der beiden ersten Redaktionssekretäre verdiente Hofmann 110 Duplonen. Als „deutscher Redakteur“ war er stellvertretender Bürochef. 1801 gab es noch vier Redakteure bzw. Übersetzer.
1799 machte der Zweite Koalitionskrieg die Schweiz zum Schlachtfeld Europas. Nach dem Einfall der Österreicher (Erste Schlacht bei Zürich) gab Hofmann mit seinem Amtskollegen Leonard Meister (1741–1811), einem reformierten Pfarrer, ein Journal von und für Helvetien heraus, zu dessen Mitarbeitern Heinrich Zschokke (1771–1848) zählte. Das Vollziehungsdirektorium übernahm für zwölf Wochen die Druck- und Versandkosten. Nach den Siegen der Franzosen über die Russen (Zweite Schlacht bei Zürich, Schlacht bei Näfels) erschienen 71 Nummern einer Helvetischen Chronik, die Hofmann zusammen mit Urs Joseph Lüthy (1765–1837) und Wernhard Huber (1753–1818) herausgab. Dem Dichter Wieland, Schwiegervater von Nationalbuchdrucker Heinrich Gessner, bot er Beiträge für den Neuen Teutschen Merkur (Weimar) an, doch sind keine solchen bekannt.
Damals putschte in Frankreich Bonaparte und erklärte die Revolution für beendet. Auch in der Helvetischen Republik kam es zu Staatsstreichen. Das Vollziehungsdirektorium wurde im Januar 1800 zum Vollziehungsausschuss, im darauffolgenden August zum Vollziehungsrat. Fraglich erscheint, ob eine im März 1801 erschienene Schrift über ein neues Steuersystem zu Recht Hofmann zugeschrieben wird. Der dritte Staatsstreich im Oktober 1801 schaffte dann die zentrale Exekutive ab, der er gedient hatte. Mit dem Segen Bonapartes ergriffen die Föderalisten die Macht, so dass das Ende des Einheitsstaats absehbar wurde. In jenem Jahr plante Hofmann, mit seinem ehemaligen Amtskollegen Johann Georg Albrecht Höpfner (1759–1813) eine Helvetische Zeitung zu lancieren.

### Leiter der Kantonsschule in Aarau

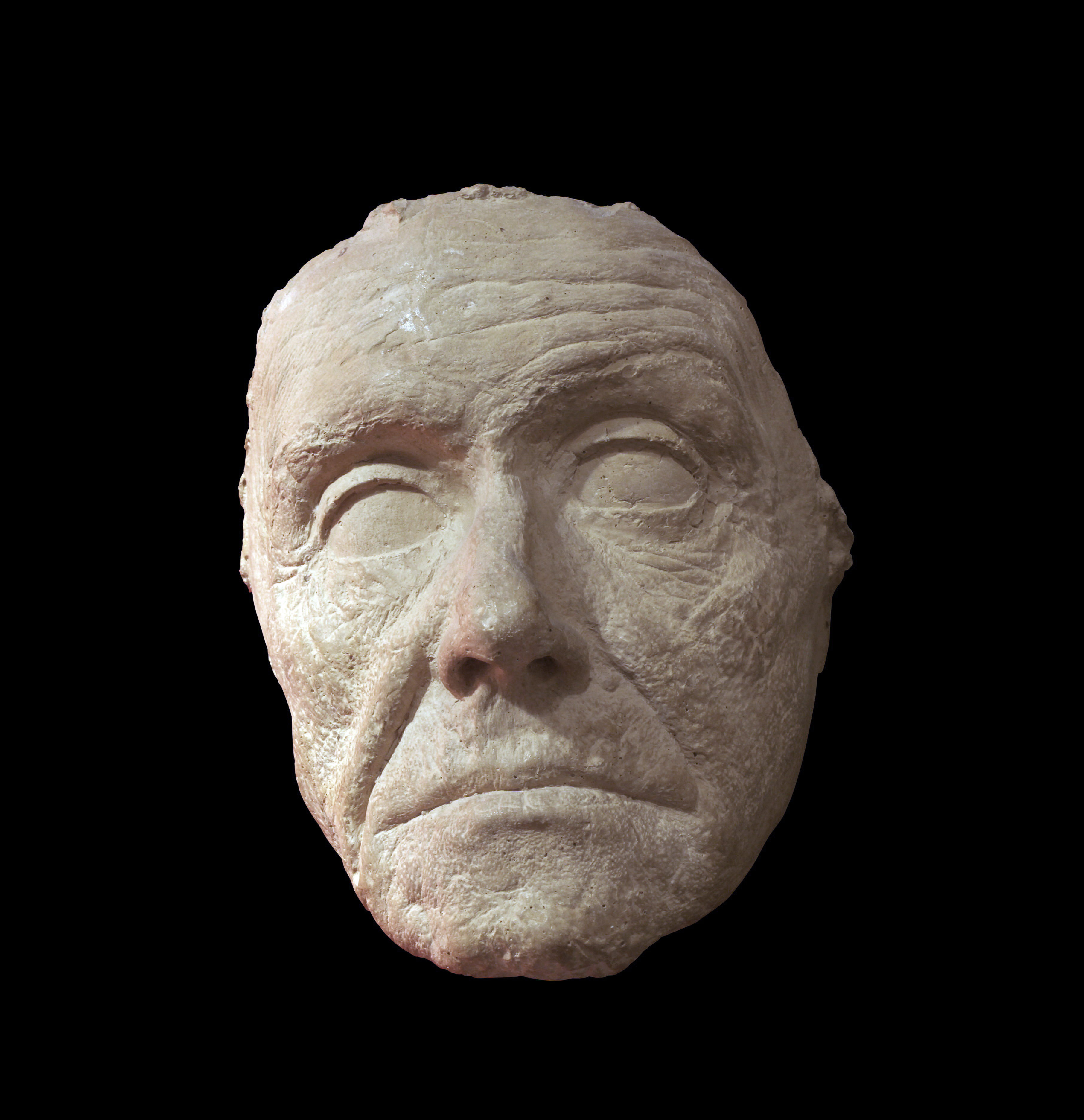
Joseph Maria Christen: Johann Heinrich Pestalozzi (Terrakottamaske), 1809

Schon früher hatte Hofmann Ideen deutscher Autoren zur Erziehung in ein System gebracht, das in drei Perioden – Sinnlichkeit, Verstand und Vernunft – eingeteilt war. Neben seinen Amtsgeschäften befasste er sich auch als Journalist mit der Pädagogik. Sein Interesse daran wurde durch die Bekanntschaft mit Pestalozzi (1746–1827) verstärkt, der 1799–1804 im benachbarten Burgdorf wirkte. Nach seinem eigenen Zeugnis verkündete Hofmann dessen Lehre in in- und ausländischen Blättern. Er schrieb: „Jemehr meine Hoffnungen, eine Reformation der Menschen durch politische Revolutionen befördert zu sehen, durch meine täglich schlimmere Erfahrungen sank, desto höher stieg mein Glauben an die Verbesserung des Menschengeschlechts durch die pädagogische Umschaffung Pestallozzi’s [sic] […]“ Pestalozzi erinnerte Hofmann später an die Tage, „in denen wir uns so oft sahen  und mit wahrem Zutrauen gegenseitig einander viele Teilnahm bezeugten und viele freundschafftliche Stunden durchlebten“. Er habe seither „oft an die Stunden unsrer alten Freundschafft gedacht und oft gewünscht, daß wir näher byeinander lebten“.
Hofmann zählte zu den nicht wenigen Beamten der Helvetischen Republik, die an deren Geburtsort Aarau eine neue Stellung fanden. Im Oktober 1801 wurde er berufen, die erste Kantonsschule der Schweiz zu organisieren, was er in nur drei Monaten schaffte. Die Gründung der Schule hatten der Nationalbuchdrucker und Oberberghauptmann Johann Samuel Gruner (1766–1824) und der Seidenbandfabrikant, Naturforscher und Alpinist Johann Rudolf Meyer Sohn (1768–1825) angestossen. Letzterer war Gastgeber Pestalozzis gewesen, als dieser 1798 als Propagandist der Helvetischen Republik in Aarau gewirkt hatte. Später hatte er seine Söhne zu Pestalozzi nach Burgdorf geschickt und dessen Lehrmethode an Aaraus Elementarschulen einführen lassen.

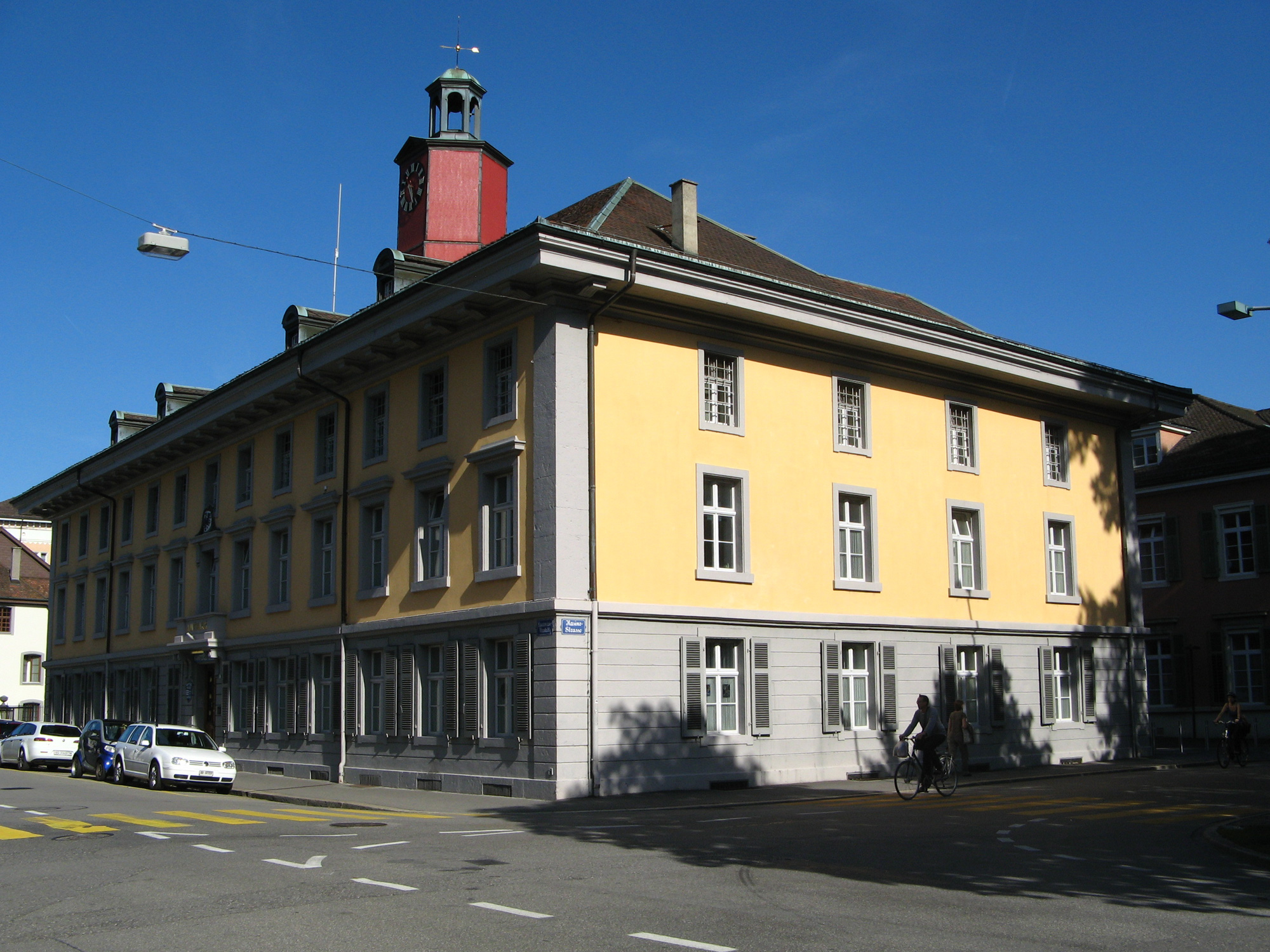
Sitz der Kantonsschule in Aarau war 1802–1896 das heutige Amthaus.

Die vorerst private Kantonsschule war als Kaderschmiede nicht nur des 1798 geschaffenen Kantons Aargau, sondern der ganzen Helvetischen Republik konzipiert. In der von Hofmann verfassten Ankündigung der Eröffnung der Schule heisst es: „[…] sclavische Huldigung gegen fremde Authorität ist der wahre Tod der Vernunft.“ Die Zöglinge sollten „nützliche Glieder eines freyen Staates“ werden. Jedes Kind dürfe sich entwickeln, wie es seinen Anlagen und Neigungen entspreche. Bei der Erziehung werde man „den Winken und Vorschriften der Natur, der weisesten und sichersten Gesetzgeberin folgen“ und nach dem „Stuffengange der Natur“ vorgehen.
Die führende Zeitung der Helvetik nannte Hofmann „die Seele des Instituts“. Er übernahm die Fächer Philosophie und Redekunst und präsidierte die Schulkommission (Lehrerkonferenz). Bei der Eröffnung der Schule im Januar 1802 hielt er nach Segensworten des ältesten Stifters, Meyers Vater Johann Rudolf (1739–1813), die Hauptrede. Die ersten 40 Schüler kamen aus 8 Kantonen (Aargau 18, Léman 9, Zürich 6). Mit einem Pokal, den der Vater eines Schülers der Schule geschenkt hatte, wurden unter anderem Toasts auf Gruner, Vater Meyer, den früheren Erziehungsminister der Helvetischen Republik Philipp Albert Stapfer (1766–1840), die Familie Rahn, deren privates Erziehungsinstitut in Aarau in der Kantonsschule aufging, den Präsidenten der Schuldirektion Pfarrer Jakob Nüsperli (1756–1835) und auf Pestalozzi ausgebracht.
Inszeniert hatte die Feier wohl Meyer junior, der aber nur als unbezahlter Lehrer der Physik und Chemie in Erscheinung trat. Seine Bescheidenheit erleichterte es später Gegnern der Helvetik, nach Vornahme von Retouchen an der Biografie seines Vaters den Eindruck zu erwecken, dass Letzterer die Schule gegründet habe. Diese Legende wurde sakrosankt, als Meyer junior 1820 in Karlsruhe der Falschmünzerei überführt wurde. Auch andere Fachleute unterrichten anfangs ohne Bezahlung. Und da der Besuch der Kantonsschule Knaben vorbehalten war, erteilten sechs Lehrer, worunter Hofmann, nebenbei schulentlassenen Mädchen – ebenfalls gratis – insgesamt zehn Lektionen wöchentlich. (Eine von zwei Frauen 1786 gestiftete Töchterschule war eingegangen.)
Hofmann war mit seinem bayerischen Lehrerkollegen Andreas Moser (1766–1806) befreundet. Dieser hatte mit dem Werk Gesunder Menschenverstand eine Art „weltliche Bibel der Helvetik“ verfasst und hätte Nachfolger Pestalozzis als Waisenvater in Stans werden sollen. In Aarau legte Moser mit dem Telliring den ersten Turnplatz des Landes an. Der Deist und angebliche Illuminat wurde zum Buhmann der Föderalisten und musste im Vorfeld der Konterrevolution vom September 1802 (Stecklikrieg) aus der Schweiz fliehen. Die Kampagne gegen Moser wurde von Stadtpfarrer Johann Jakob Pfleger (1746–1819) geführt, dem die seinem Einfluss entzogene Kantonsschule ein Dorn im Auge war. Im Oktober verlangte die Standeskommission des Kantons Bern erfolglos auch die Ausweisung Hofmanns. In jenem Jahr wurden die Kantonsschüler dem Aarauer Kadettenkorps einverleibt, das 1798 gegen die anrückenden Berner Truppen unter die Waffen getreten war.

### Menschenbildung versus Bildungskanon

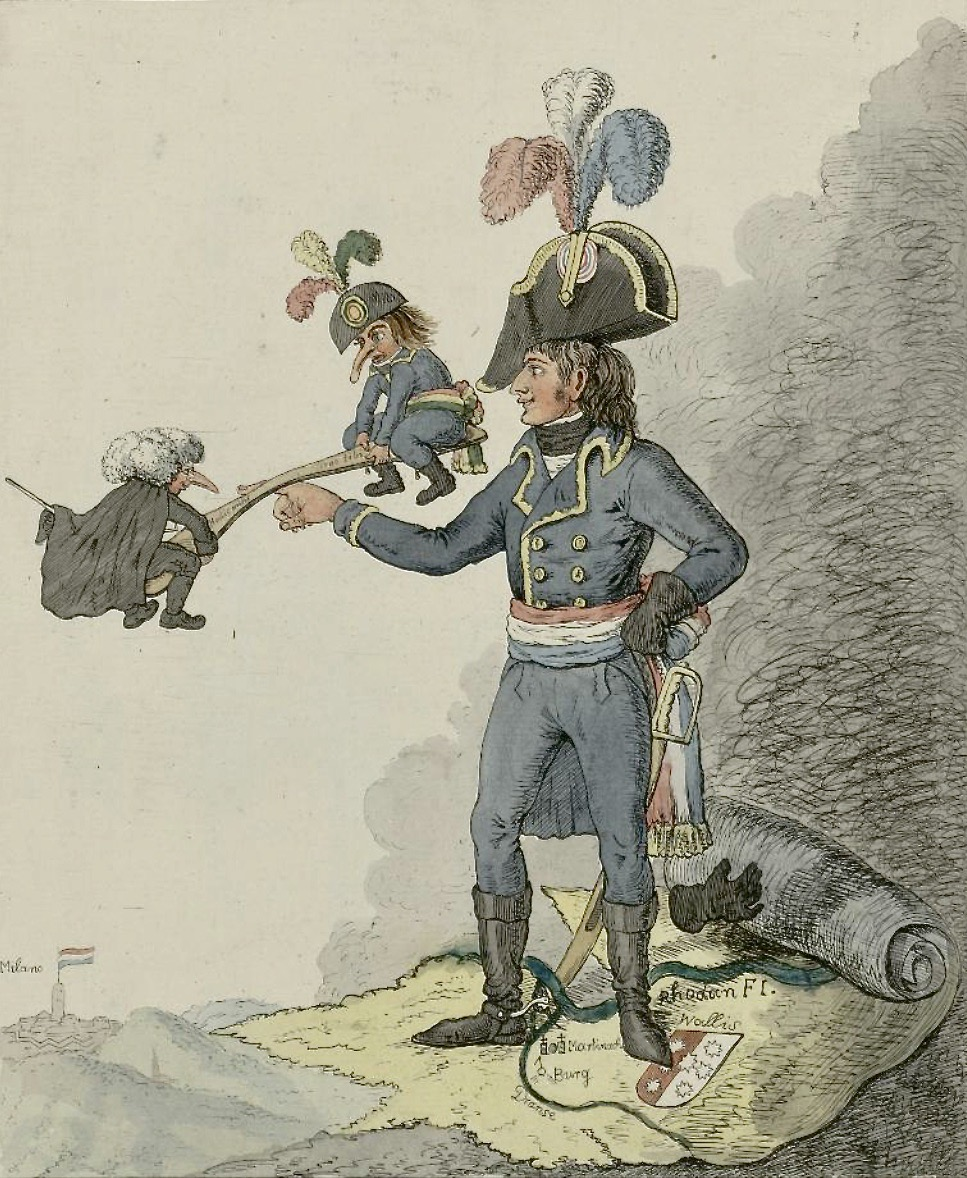
James Gillray nach David Hess: Bonaparte spielt Schweizer Aristokraten und Demokraten gegeneinander aus, 1802

Im März 1803 löste Bonaparte als selbsternannter Médiateur de la Confédération suisse die Helvetische Republik auf. Aus Sorge um ihre Sicherheit emigrierten die Initianten der Kantonsschule – Gruner definitiv, Meyer vorübergehend – nach Bayern, wo Kurfürst Max Joseph radikale Reformen durchführte.
Nach Hofmanns Angaben war die Zahl der Schüler inzwischen auf 140 gestiegen. Nachdem man anfangs besondere Rücksicht darauf genommen hatte, dass die Mehrzahl von ihnen zum „Gewerbsstande“ bestimmt war, wurde im Mai 1803 durch Vermehrung der Lehrer und Lehrfächer auch die Ausbildung der künftigen Akademiker verbessert. Italienisch und Latein unterrichtete das jüngste Mitglied des Lehrkörpers, Luzius Hold (1778–1852). Der begabte und schöne, aber auch eingebildete und eitle Bündner war während des Studiums an der Universität Halle eine Art Ziehsohn des Altphilologen Friedrich August Wolf (1759–1824) geworden. Er brachte es noch 1803 zum Aktuar der Schuldirektion.
Im folgenden Jahr wurde der Organisationsplan der Schule vervollständigt und von Lehrerschaft und Direktion genehmigt. Die drei Klassen sollten fortan nach der Leistung der Schüler und nicht nach deren Alter zusammengesetzt werden, und zwar sollte die erste Klasse dem Elementarunterricht nach Pestalozzis Methode, die zweite den Wissenschaften und die dritte der Praxis gewidmet sein. Dagegen erhob sich laut Hofmann Opposition, „aber nur von einer Seite, von der alles, was sich gegen mich und meine Arbeiten, vom Anfange der Schule bis jetzt erhob, mittel- und unmittelbar kam, und – eben deswegen von selbst und durch sich selbst verschwand“. Wen er damit meinte, sagt Hofmann nicht. Auch unterliess er eine angekündigte Veröffentlichung darüber, dass gegen seinen Willen Teilzeit- durch Vollzeitlehrer ersetzt wurden. Die Kantonsschule wurde nun in eine dreiklassige Realschule und eine zweiklassige Humanistische Schule aufgeteilt.
Hofmann blieb bis 1804 gewählter Präsident der Schulkommission. Wie er schreibt, wurde sein Unterricht in „Menschen-, Sitten- und Pflichtenlehre […] oft angefochten und verdächtiget“. Franz Xaver Bronner (1758–1850), der damals Mathematik und Naturwissenschaft zu unterrichten begann, berichtet von „oft erneuerten Gezänken auf den Hausgängen“, die Lehrer und Schüler geärgert hätten. Ein Autor schliesst aus dem Protokoll der Direktion, Hofmann habe sich „durch Konflikte mit einzelnen Kollegen und mit der Direktion ins Abseits manövriert“. Hofmann beanstandete wohl vor allem, dass gemeinsam gefasste Entscheidungen umgestossen wurden. Auch scheint es zu Hahnenkämpfen mit Pfarrer Ludwig Rahn (1770–1836) gekommen zu sein, der vor Gründung der Kantonsschule das erwähnte Erziehungsinstitut und die städtische Realschule geleitet hatte.

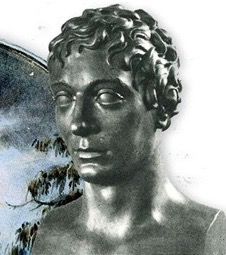
Joseph Maria Christen: Hofmanns Gegenspieler Ernst August Evers

Dem erwähnten Hold missfiel das System der kollektiven Führung. Vom Studium in Preussen her an autoritäre Verhältnisse gewöhnt, betrieb er die Einsetzung eines Rektors. Als man dieses mit weitreichenden Kompetenzen ausgestattete Amt nicht ihm anvertrauen wollte, erreichte er die Berufung seines noch jüngeren Studienkollegen Ernst August Evers (1779–1823). Während die übrigen Lehrer höchstens 1200 Franken verdienten, erhielt dieser 2000 Franken. Evers erschien im August 1804. Ein Biograf schreibt: „Wie ein Sturmwind warf er sich in die verfahrene Situation an der Kantonsschule.“ Ein Protest fast aller Lehrer nützte nichts. Viele von ihnen verliessen darauf die Schule, unter ihnen Rahn.
Wie der Mathematiker Johann Christian Martin Bartels (1769–1836) und der Theologen Wilhelm Benjamin Gautzsch (1771–1835) sah auch Hofmann in Evers die „Beschränktheit der niederdeutschen Magister“ verkörpert, „die meistens außer ihren griechischen und lateinischen Schulbüchern kaum andere Kenntnisse besäßen“. Vergeblich schlug er vor, Evers nur zum Rektor der Humanistischen Schule, ihn selber aber zu jenem der grösseren Realschule zu machen.
Mit den Altphilologen Hold und Evers trat an der Kantonsschule der Neuhumanismus mit seiner Rückkehr zum klassischen Bildungskanon an die Stelle des auf Menschenbildung abzielenden Erziehungssystems Pestalozzis. Laut seinem Schwager Zschokke hielt Evers „die andern Lehrer für blosse Stundengeber, sich selbst für das Zentrum, die Seele des Ganzen“; die philologischen Fächer wurden zur Hauptsache, die übrigen blieben „nur geduldete Stiefkinder“. 1805 erschien ein neues Schulprogramm, über das Hofmann nicht informiert worden war. Darin schrieb Evers, indem „fast alles Lehr- und Lernbare“ auf den Lehrplan gesetzt worden sei, habe man bei der Gründung der Schule keine Rücksicht auf die Bedürfnisse der Schüler genommen. Nun kündigte als letzter der ursprünglichen Lehrer auch Hofmann, obwohl er erst im Vorjahr ein Haus an der Laurenzenvorstadt samt dem Bürgerrecht von Aarau erworben und ein Pensionat eröffnet hatte. Die Zahl der Kantonsschüler sank in jenem Jahr von 126 auf 64.
„Als öffentliche Rechtfertigung gegen öffentliche Kränkungen“ verfasste Hofmann das Werk Ueber Entwicklung und Bildung der menschlichen Erkenntnisskräfte zur Verbindung des Pestallozzischen [sic] Elementarunterrichts mit dem wissenschaftlichen Unterrichte in Realschulen. Im Vorwort schildert er die Geschichte der Kantonsschule. Als benützte Autoren nennt er Johann Heinrich Gottlieb Heusinger (1766–1837), Friedrich Wilhelm Wedag (1758–1799), Johann Christian Dolz (1769–1843), Johann Samuel Ith (1747–1813), Johann Friedrich Herbart (1776–1841), Pestalozzi und Friedrich Johannsen (1778–1860). In einer Rezension äusserte Johann Christoph Friedrich GutsMuths (1759–1839) den Wunsch, „daß man doch einen Mann, der sich in dieser Schrift als einen sehr thätigen, strebsamen, denkenden und aufgeklärten Pädagogen zeigt, zum Besten des schweizerischen Schulwesens, nicht ohne Anstellung lassen möchte“.
Im erwähnten Werk schonte Hofmann seine beiden Kontrahenten nicht. Hold reichte darauf ohne Erfolg Verleumdungsklage ein. Evers fuhr grobes Geschütz auf. An Hofmann gewandt, bezeichnete er es als überflüssig, „Ihre pädagogische Ignoranz, das armselige Blendwerk Ihrer hohltönenden Phrasen und die Puppeneitelkeit auf nichtige Vorzüge Ihrem Paar Ohren vernehmlicher darzustellen“. In der Einladung zur Eröffnung des neuen Schuljahrs machte er indirekt Pestalozzi dafür verantwortlich, dass „auch in der Schweiz die edlere wissenschaftliche Bildung durch die finstern Schatten gemeiner Handwerksmäsigkeit schon im ersten Aufkeimen zerknikt wird“. 1807 betitelte er die Einladung Ueber die Schulbildung zur Bestialität. Ein Rezensent mit den Initialen L. M. N. beschuldigte Hofmann in der Jenaischen Allgemeinen Literatur-Zeitung, eine „empirisch-psychologisch-philosophisch-gemeinnützige Brühe“ über die Pädagogik zu giessen, die doch gerade anfange, sich „zur Würde einer selbständigen Wissenschaft zu erheben“.

### Bei Pestalozzi in Yverdon
Hofmann leitete noch einige Zeit ein privates Erziehungsinstitut in Aarau. 1806–1810 wirkte er bei Pestalozzi in Yverdon. Dessen Institut zählte Ende 1807 143 Zöglinge, darunter 47 Waadtländer und 30 Nichtschweizer. 16, wovon 11 aus Mülhausen, waren nicht in dem vom Kanton Waadt zur Verfügung gestellten Schloss, sondern privat bei Hofmann untergebracht, 7 weitere bei Johann Georg Tobler (1769–1843). Vielleicht war Hofmann damals an einem Projekt beteiligt, im Aargau eine Lehranstalt „mit noch weiter ausgedehnten Zwecken“ zu gründen. Das Haus in Aarau samt dem Bürgerrecht der Stadt jedoch verkaufte er 1807 dem Verleger Heinrich Remigius Sauerländer.
Ein Reisender berichtete 1807: „Ein sehr wackrer Mann […] von etwa 40 Jahren, hat sich noch an das Pestalozzische Institut angeschlossen, Nahmens Hofmann. Er ist verheyrathet, hat eine sehr angenehme, fröhliche Frau, und eine etwa zehnjährige Tochter. Er hatte früher ein Erziehungsinstitut in Arau […], ist aber mit Pestalozzi nach Yverdun, wo er sein Privatinstitut fortsetzt, aber auch Unterricht auf dem Schlosse gibt und seine Zöglinge an mehreren Theilen des Pestalozzischen Unterrichtes Antheil nehmen läßt. Bey ihm sind wir sammt und sonders, auch Pestalozzi dann und wenn ein Stündchen, des Abends gewesen, und sehr vergnügt ec.“ Hofmanns Mädchen gehörten zu den 17 Schülerinnen der dem Knabeninstitut angegliederten Töchteranstalt, die von Rosette Kasthofer (1779–1857) geleitet wurde.
Am Institut machte Hofmann deutsche „Sprech- und Stilübungen“ und unterrichtete Gesang. Er hing laut dem skeptischen Preussen Carl Theodor von Uklanski (1771–1816), der Yverdon 1809 besuchte, mit einer Wärme an Pestalozzis Methode, „die über die Integrität seiner Absichten nicht den mindesten Zweifel übrig läßt“. Ein von der Tagsatzung im selben Jahr angeforderter Bericht über das Institut nennt Hofmann unter den 26 Lehrern (ohne Töchteranstalt) nach Johannes Niederer (1779–1843), Hermann Krüsi (1775–1844), Johannes von Muralt (1780–1850) und Johann Joseph Schmid (1785–1851) an fünfter Stelle. Gemäss Uklanski zahlten Hofmans Pensionäre je 36 Louisdors im Jahr, statt 25 Louisdors wie die im Schloss in Schlafsälen untergebrachten.

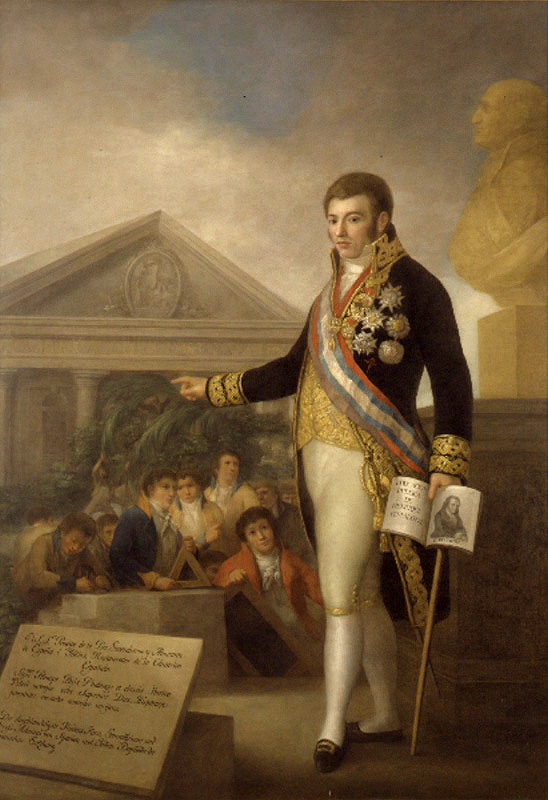
Agustí Esteve nach Francisco de Goya: Manuel Godoy als Gründer des Real Instituto Militar Pestalozziano in Madrid, 1806

Neben Pestalozzi, dessen Schwiegersohn Laurenz Jakob Custer (1755–1828) und Johann Elias Mieg (1770–1842) war Hofmann an der ökonomischen Leitung des Instituts beteiligt. Aus seiner Feder stammen im Morgenblatt für gebildete Stände (Tübingen) erschienene Artikel über den in Yverdon zelebrierten Kult Pestalozzis, über die Einführung der Pestalozzischen Methode in Spanien und Preussen sowie möglicherweise die Beschreibung eines patriotischen Schützenfests im Kanton Waadt – eine Art Gegenstück zum Unspunnenfest der Aristokraten.
1809 nahm Hofmann in Lenzburg an der Zusammenkunft der im Vorjahr gegründeten, von Pestalozzi präsidierten Schweizerischen Gesellschaft der Erziehung teil. Dabei kam es zu einem wohl unerfreulichen Zusammentreffen mit Evers, Hold und Rahn. Hofmann wurde Mitglied der Gesellschaft (1812 in Abwesenheit Ehrenmitglied). 1809/10 war er Zeuge der Fehden, die am Institut in Yverdon ausgetragen wurden, das dem Heiligtum und Wallfahrtsort einer Sekte glich. Pestalozzi-Biograf Heinrich Morf schreibt: „Hofmann nahm am Streite keinen Anteil, sein zartbesaitetes, liebevolles Gemüth suchte nur Gegenliebe. Die fand er bei Pestalozzi, an dem er mit kindlicher Hingebung und Verehrung hing.“ Innige Freundschaft habe ihn auch mit den preussischen Eleven Johann Wilhelm Mathias Henning (1783–1868), Karl August Gottlieb Dreist (1784–1836) und Peter Friedrich Theodor Kawerau (1789–1844) sowie einigen andern Lehrern verbunden.
Nachdem Hofmann Yverdon 1810 verlassen hatte, schrieb er Pestalozzi: „Ich fühlte und werde immer fühlen, daß ich mich von Menschen trennte, die nur Gott und der Menschheit leben, und unter welchen alle, die sie besuchen, das Höchste auf Erden finden; die Würde und das Glück und den Genuß, Mensch zu sein und Menschenbildung zu befördern.“ Pestalozzi seinerseits schrieb 1811 über Muralt, Mieg und Hofmann: „Ihr Geist umschwebt unsre Gebeine. Sie merken auf unser Thun, sie leben für uns. Wo sie immer sind, da wirken sie am Werk unsrer Vereinigung für das Ewige […] Gesegnet sey ihr Angedenken in unsrer Mitte! Hoch schalle der Jubel unsres dankenden, liebenden Herzens, wenn wir ihrer gedenken!“ In einem Lebensrückblick bezeichnete er 1826 Wilhelm von Türk (1774–1846), Mieg, Hofmann und Muralt als „bedeutendste, thätigste und gebildetste Mitglieder“ seiner „pädagogischen Unternehmung“.

### Kunstreise nach Rom
1810 reiste Hofmann mit Krüsi und einigen Schülern nach Mülhausen. Dort leitete Johann Georg Tobler (1769–1843) seit dem Vorjahr eine Armenschule nach Pestalozzischem Vorbild, gegen die sich aber Opposition zu regen begann. Die zweitgrösste Stadt im Elsass, bis 1798 Zugewandter Ort der Eidgenossenschaft, hatte 1809 acht von Hofmanns Pensionären gestellt und insgesamt 23 von 166 Schülern in Yverdon. Zu den Pensionären des Pädagogen gezählt hatten unter anderen Mülhausens späterer Bürgermeister Joseph Koechlin (1796–1863) und der Erfinder der Handstickmaschine, Josua Heilmann (1796–1848).

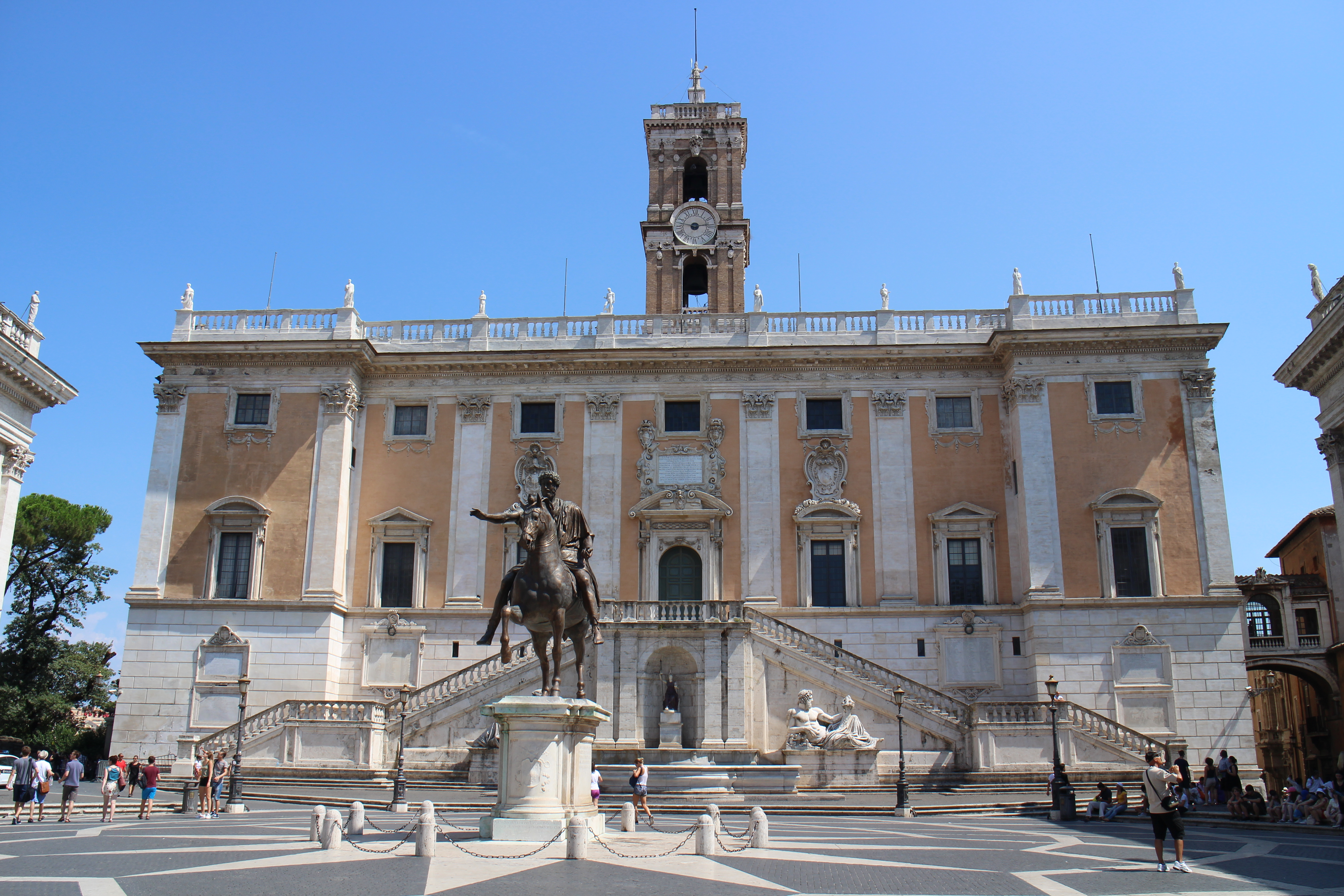
Senatorenpalast auf dem Kapitolshügel

Anschliessend an diese Reise übersiedelte Hofmann nach Rom, denn nun war die Förderung der künstlerischen Begabung seiner mittlerweile 10–14-jährigen Töchter zur „Hauptsorge und Aufgabe“ seines Lebens geworden. Begleitet wurde die Familie von seinem früheren Pensionär Joseph Alphons Pfyffer (1791–1812), dessen Vater Alphons Pfyffer (1753–1822) dem ersten Vollziehungsdirektorium der Helvetischen Republik angehört und 1799–1801 die Zeitschrift Der Freyheitsfreund herausgegeben hatte. Um den Unterhalt der Familie bestreiten zu können, wollte Hofmann in der Ewigen Stadt ein Erziehungsinstitut gründen. Dafür erwiesen die Umstände sich jedoch als ungünstig. Weil der Kirchenstaat von Frankreich annektiert und Papst Pius VII. dorthin deportiert worden war, hatte Rom den Grossteil seiner Einnahmequellen verloren. Mit Hofmanns Worten sank es „mit jedem Tage zur allgemeinen Ruine“.
Umso angenehmer gestaltete sich der Aufenthalt in menschlicher Hinsicht. Hofmann wurde vom Landschaftsmaler und Dichter Carl Grass (1767–1814) sowie vom Historienmaler Ludwig Vogel (1788–1879) erwartet. Der letztgenannte Sohn von David Vogel (1760–1849), einem Anhänger der Helvetik und Mitglied des Zürcher Kleinen Rates, war sein Schüler an der Kantonsschule gewesen. Bald bildete die Familie das Zentrum eines Kreises von Deutschen. Dazu gehörten der Landschaftsmaler Gottlob Friedrich Steinkopf (1779–1861), der Bildhauer Konrad Eberhard (1768–1859), der Landschaftsmaler Johann Martin von Rohden (1778–1868), Vogels Studienkollegen Friedrich Overbeck (1789–1869) und Franz Pforr (1788–1812) sowie die Theologen Gustav Ferdinand Lossius (1790–1813) und August Wilhelm Hennicke (* 1789).
Hofmann nannte den in Rom verbrachten Winter den „schönsten unsers Lebens“. Namentlich Steinkopf unterwies die Mädchen in der Kunstbetrachtung, wobei Besuche der Vatikanischen Museen den Höhepunkt bildeten. Musikunterricht erteilte ihnen Giuseppe Sirletti (1775–1834), der sich der Pflege der geistlichen Vokalmusik widmete, deren Tradition infolge der Entlassung vieler Kirchenmusiker gefährdet war. Mit den Feinheiten der Sprache Metastasios machte der republikanisch gesinnte Dichter Pietro Giuntotardi (1764–1842) die Reisegruppe vertraut. Auch vermittelte ihr dieser beste Italienischlehrer der Stadt auf dem Turm des Senatorenpalasts Überblicke über die Geschichte des einstigen „Caput mundi“.

### Knabeninstitut in Neapel
Statt, wie geplant, mehrere Jahre in Rom zu bleiben und zu unterrichten, zog Hofmann 1811 weiter nach Neapel. Er eröffnete dort eine Pestalozzische Bildungsanstalt für Knaben. Dazu eingeladen hatten ihn der Arzt Johann Mayer (1777–1812) und die Erzieherin der Königstöchter, Carolina Filangieri (1750–1828). Bei der Etablierung in der drittgrössten Metropole Europas nach London und Paris wurde Hofmann ausserdem von Johann Elias Mieg unterstützt.
An die Stelle des Königreichs Neapel unter dem Bourbonen Ferdinand IV. war 1799 ein Schwesterstaat der Helvetischen Republik getreten, doch hatte die Parthenopäische Republik noch im selben Jahr (wie auch die 1798 entstandene Römische Republik) ein blutiges Ende gefunden. 1806 war von Napoleon dann dessen Bruder Joseph Bonaparte, 1808 Marschall Joachim Murat als König eingesetzt worden.

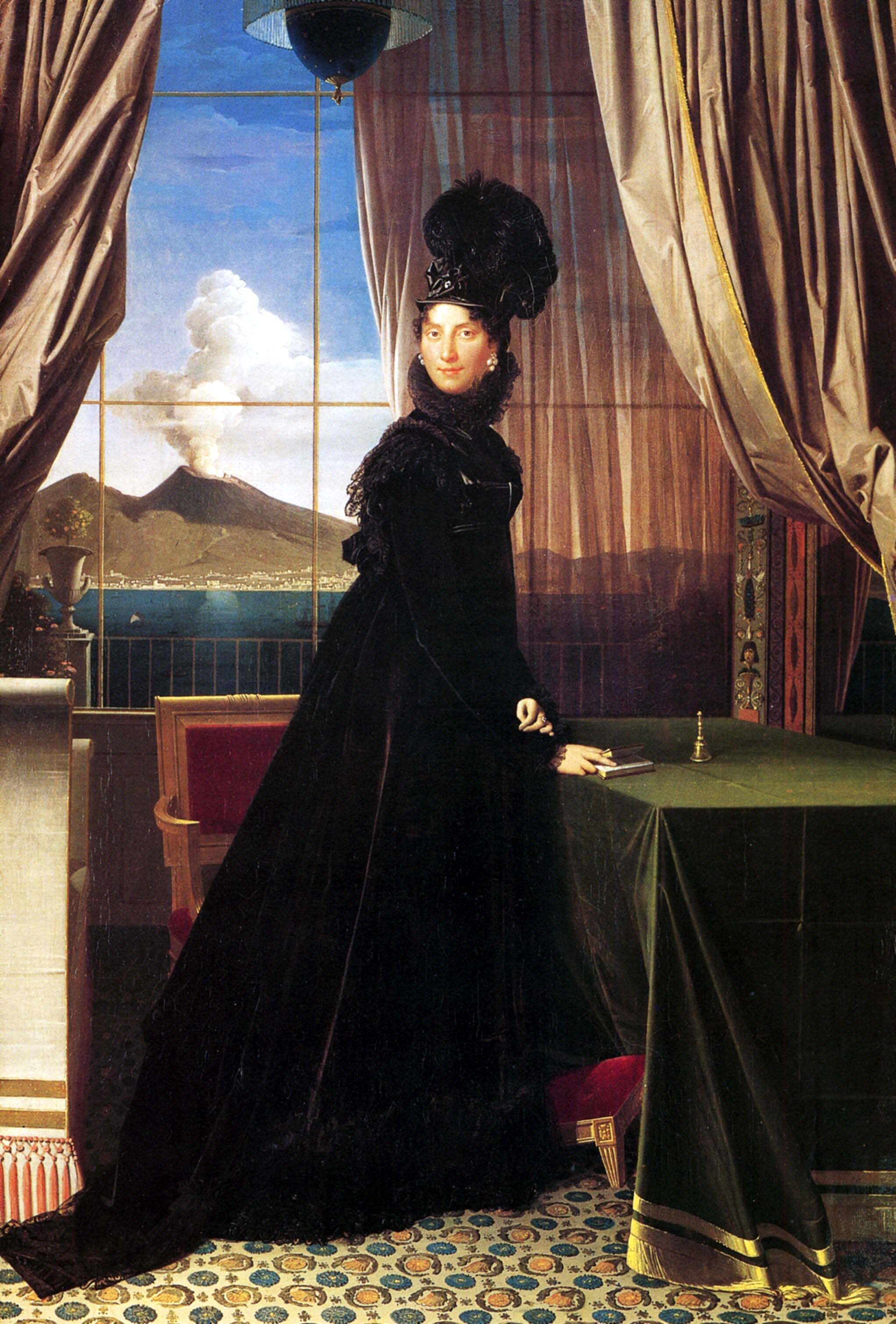
Jean-Dominique Ingres: Königin Carolina von Neapel, 1814

Murats Gattin Carolina Bonaparte (1782–1839), Napoleons jüngste Schwester, nahm sich des Erziehungswesens an. So hatte sie im säkularisierten Kloster Santa Maria dei Miracoli, heute UNESCO-Welterbe, ein Töchterinstitut gegründet. Unterstützung fand Hofmann bei einem der wenigen überlebenden Exponenten der Parthenopäischen Republik, dem Erzbischof von Tarent Giuseppe Capecelatro (1744–1836), beim Erzieher der Königssöhne Amable de Baudus (1761–1822) und beim Generalsekretär des Staatsrats Tito Manzi (1769–1836). Dass der Aufenthalt eines Sohnes der Operndiva Celeste Meuricoffre-Coltellini in Yverdon (1807–1810) nicht ideal verlaufen war, scheint dem Ansehen der dort praktizierten Methode in Neapel nicht geschadet zu haben.
1812 berichtete Zschokke über Hofmann: „Seine Kenntnisse, wie die Gefälligkeit seiner Sitten, bereiteten ihm in Neapel eine vortheilhafte Aufnahme. Sein Institut ist zahlreich besucht, und die Kinder von vielen der ersten Familien des Königreichs erfreuen sich durch ihn der Früchte, die Pestalozzi lange verkannt in den Gebirgen seines Vaterlandes säete.“ Hofmann hatte den Grundsatz, dass eine Erziehungsanstalt den Charakter einer Familie haben müsse. Daran hielt er fest, obwohl die Zahl der Zöglinge bis auf 60 stieg. Im Verlauf von fünf drei viertel Jahren wurde die Schule von 253 französisch-, deutsch-, englisch- und italienischsprachigen Knaben besucht. Auch die Lehrerschaft war international zusammengesetzt. Hofmann und Pfyffer übersetzten Pestalozzis Elementarlehre ins Französische und Italienische. Nach dem allzufrühen Tod Pfyffers stiessen die ebenfalls sehr jungen Pestalozzianer Fridolin Baumgartner (1791–1814) und Johannes Schneider (1792–1858) zum Lehrerteam.
Aufsehen erregte die Einführung des Turnunterrichts und die Abschaffung der Siesta – Letzteres im Rahmen des Kampfes gegen die Selbstbefleckung (Masturbation), den der Schweizer Arzt Samuel-Auguste Tissot im 18. Jahrhundert wissenschaftlich verbrämt hatte. Hofmann führt das Beispiel eines Siebenjährigen an, dessen Geschlechtsteile „schon so abgeschwächt, empfindungslos und verwüstet“ gewesen seien, dass man auf ein viel früheres Verderben habe schliessen müssen. Dieses habe denn auch schon in seinem fünften Altersjahr begonnen, „unter den Händen eines Mädchens von zehn Jahren“. Das „allgefürchtete verwüstendste Uebel“ in Neapel aber war laut Hofmann „die Knabenschändung durch die Lehrer selbst“, welche allesamt geistlichen Standes waren.

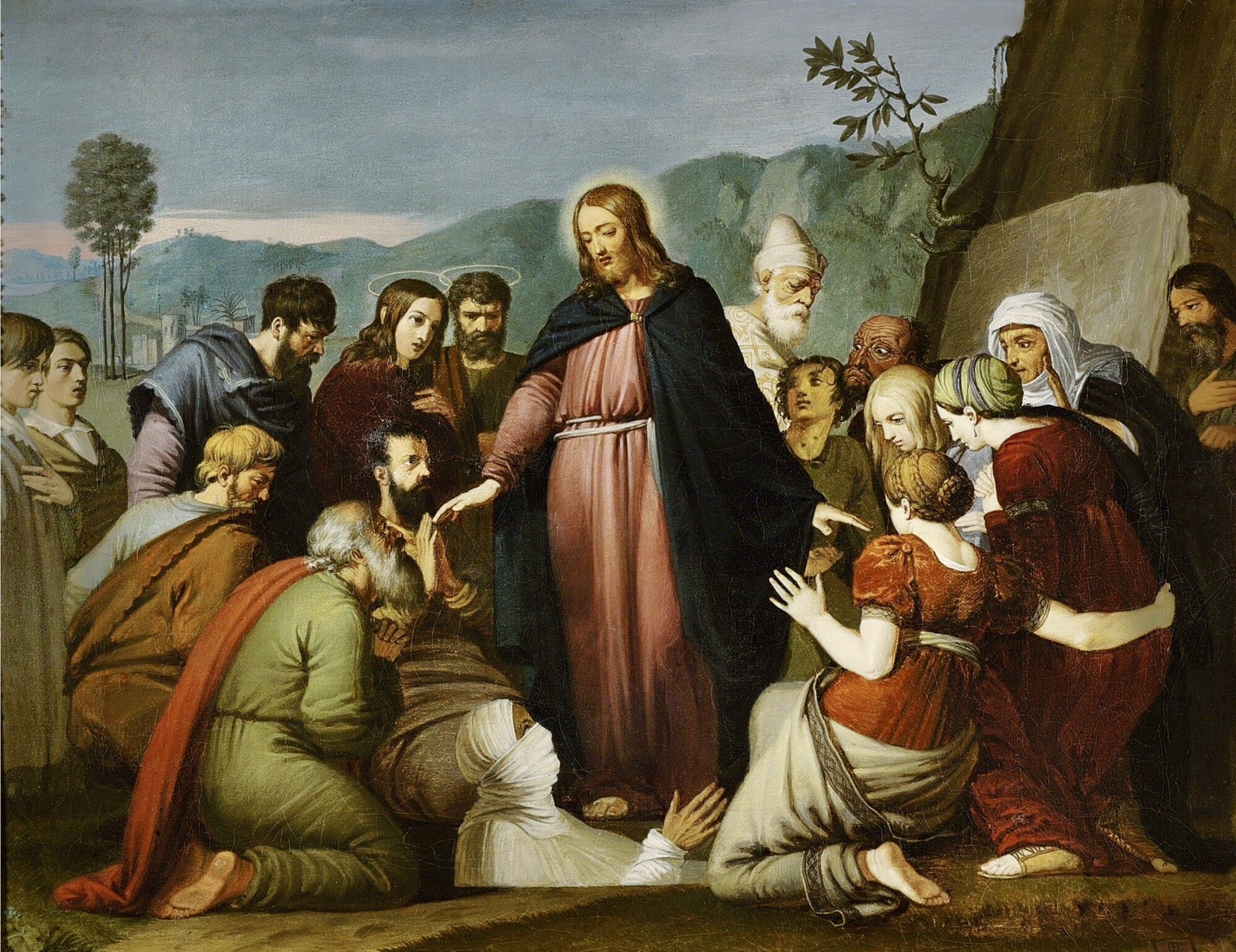
Friedrich Overbeck: Die Auferweckung des Lazarus, 1808

Der Maler Overbeck plante, die „erhabenen Szenen der Bibel für die Volksbildung“ zu bearbeiten. Offenbar hatte Hofmann von Rom aus einen Brief von ihm an Pestalozzi weitergeleitet, der begeistert antwortete.
Niederer schrieb Anfang 1811: „In Rom hat Hofmann einen jungen Künstler Overbek [sic] aufgetrieben, der in einer Suite von Darstellungen eine Kinderbibel ausführen will. Er schickte eine genialische, herrliche Zeichnung als Probe ein: Die Auferstehungsgeschichte [des] Lazarus. Pestalozzi und ich wollen ihm Ideen und den Text liefern.“ Die Zeichnung war eine Abwandlung des 1808 in Wien entstandenen ersten bedeutenden Gemäldes des Künstlers. Als Overbecks lungenkranker Freund Pforr und Vogel später im Jahr nach Neapel reisten, besuchten sie Hofmann. Pforr berichtete darauf, alle Kinder trügen die Haare „à la Overbeck“ (lang mit Mittelscheitel, „alla nazarena“). Neben einem halbwüchsigen Knaben scheint ihm eine von Hofmanns Töchtern als mögliches Modell ins Auge gefallen zu sein. Hofmann sagte Pforr, er wünsche sich Overbeck als Hausgenossen. Er könne für eine Unterrichtsstunde pro Tag frei bei ihm wohnen und die ganze übrige Zeit ungestört seiner Kunst widmen. Aber weder dieses Projekt noch die erwähnte Bibel kamen zustande.
Als Einladung zu einem mehrtägigen Examen veröffentlichte Hofmann 1812 Idee generali sulla educazione (Prinzipien der Erziehung). Darin schrieb er: „Una sola è la legge secondo la quale la natura vuole, che l’uomo sia educato; quella cioè della propria attività tendente al suo libero sviluppo, mediante le facoltà sempre produttive.“ („Es gibt nur ein Gesetz, nach dem die Natur den Menschen erzogen haben will; es ist jenes der eigenen Aktivität, die mittels der nie versiegenden kreativen Kräfte nach ihrer freien Entfaltung strebt.“) Die ganze Arbeit des Erziehers basiere auf einer einzigen Grundlage, dem Gefühl und der Liebe einer Mutter für ihr Kind. Eigene Kapitel sind der körperlichen, intellektuellen und moralisch-religiösen Entwicklung und Erziehung, der Organisation des Instituts und des täglichen Lebens sowie den Aufnahmebedingungen gewidmet. Das Schulgeld betrug 5 Dukaten pro Monat, mit Vollpension 16 Dukaten, für hochbegabte Unbemittelte weniger (fakultativer Unterricht in Tanzen, Fechten und Instrumentalmusik exklusive).

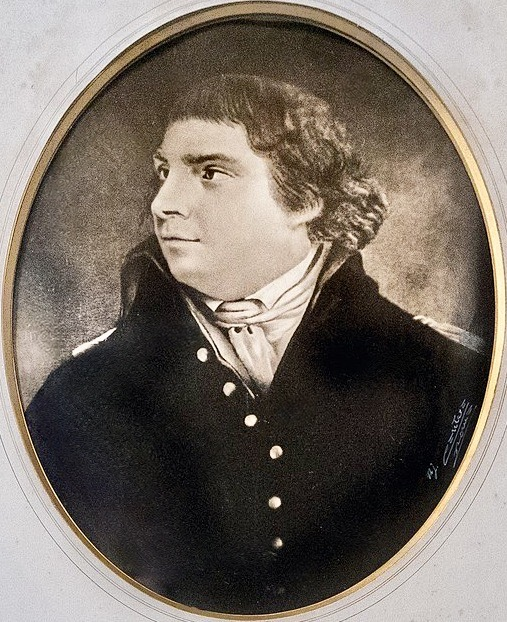
Matteo Angelo Galdi, Generaldirektor des öffentlichen Unterrichts

Der sinkende Stern Napoleons war Reformen nicht günstig. 1813 stutzte Innenminister Giuseppe Zurlo ein Projekt zur Verbesserung der Schulen zusammen, das eine Kommission unter seinem Vorgänger Capecelatro 1811 veröffentlicht hatte. Hofmann ärgerte sich über ein neues Lehrbuch der Philosophie, dessen Verfasser, „nur an den Schimmer geweihter Kerzen – nicht an Gotteslicht gewöhnt, selbst die sanften Strahlen der Morgenröthe nicht ertragen konnte“. Nur noch Katholiken durften unterrichten. Dass Baumgartner und Schneider reformiert getauft waren, übersah man, nicht aber, dass ihr katholischer Chef keinen Taufschein besass, weshalb ihm ohne die Intervention des Prinzenerziehers Baudus die Lehrberechtigung entzogen worden wäre.
Dessen ungeachtet stieg die Schülerzahl. Gesangsunterricht nach Pestalozzischen Grundsätzen wurde eingeführt. Hatte das Institut sich bisher im zentralen Quartier San Ferdinando befunden (in der Via San Mattia, dann in der Via Cedronio 13), kaufte Hofmann 1814 aus säkularisiertem Kirchenbesitz für 6600 Dukaten zwei Häuser mit Blick auf den Golf von Neapel, zwischen denen er einen Saal bauen liess. Über den Alltag im neuen Domizil schrieb er: „Ueberall war reges, frohes und schaffendes Leben, vom frühesten Morgen, der vom Vesuv herüber mit herrlichem Jubel zur Arbeit rief, bis zum späten Abende, der über St. Elmo seine Erquickungen goß auf den fröhlichen Verein von Jung und Alt, bei gemeinschaftlichen Spielen oder vertraulichen Unterhaltungen im kühlenden Grün himmlisch-duftender Lauben.“
Doch noch im selben Jahr erlebte die Schule ihre „erste Grunderschütterung“, denn nach dem 21-jährigen Pfyffer starb auch der 23-jährige Baumgartner. Um ihn als Lehrer und Präfekten zu ersetzen, mussten drei italienische Geistliche eingestellt werden, die von Pestalozzis Methode keine Ahnung hatten. Unter ihnen war der Mathematiker Francesco Fuoco (1774–1841), der Hofmann zum Dank Schüler abwarb. Andererseits veranlasste der Generaldirektor des öffentlichen Unterrichts Matteo Angelo Galdi (1765–1821), dass Hofmann einen Bericht über den wissenschaftlichen und moralischen Zustand seines Instituts veröffentlichen konnte, zu dem Galdi das Vorwort schrieb.
Nach dem Zusammenbruch des napoleonischen Staatensystems verschaffte dem Institut eine Gnadenfrist, dass Neapel zunächst von den Österreichern besetzt wurde. Beim fünften Jahresexamen wurden geprüft: Italienisch, Latein, Französisch, Deklamation, Deutsch, Englisch, Geografie, Arithmetik, Algebra, Geometrie, Zeichnen und Schönschreiben. Der Geschichtslehrer hatte von der Restauration der Bourbonenherrschaft profitiert, um eine profitablere Stelle zu ergattern. Schneider (später bernischer Erziehungsdirektor) und die französischen Schüler kehrten nun in die Heimat zurück. Schliesslich machte der zunehmende Klerikalismus die Weiterführung der bisherigen Unterrichtsform unmöglich, so dass Hofmann die Schule Ende 1816 schloss. Im erwähnten Jahr wurde ein „Hofmann, Georg Franz, Musiklehrer, von Lausannen [sic]“ in die Schweizerische Musikgesellschaft aufgenommen.

### Töchterinstitut in Budapest

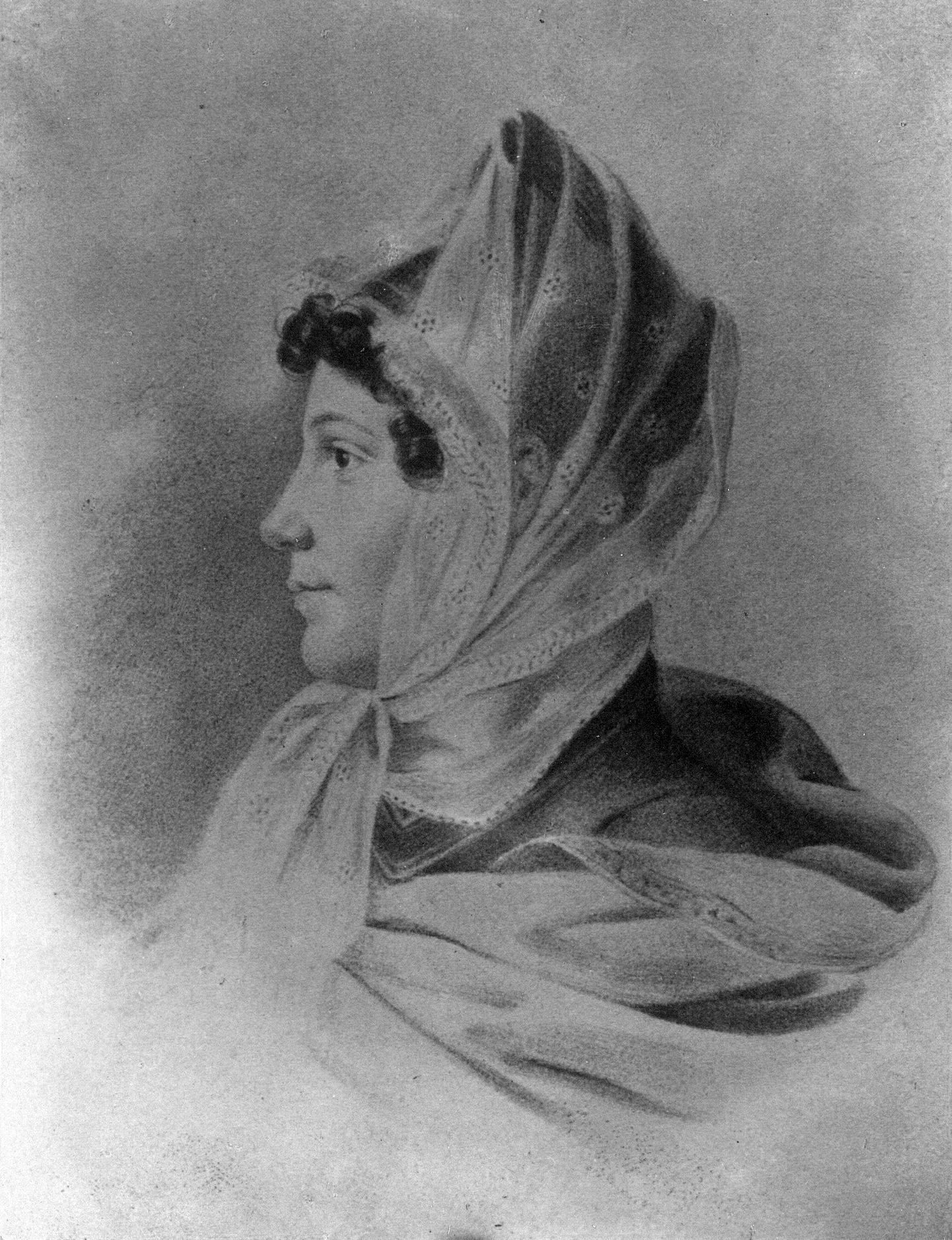
Julie Gräfin Gallenberg, wohl um 1815, Beethoven-Haus Bonn

Wie der einst in Aarau tätige Buchhändler Samuel Flick (1772–1833) Pestalozzi berichtete, befand Hofmann sich 1817 in Wien, wo ihm die Erziehung zweier Söhne von Wenzel Robert Graf von Gallenberg (1780–1839) und Julie geborenen Gräfin Guicciardi (1782–1856) anvertraut war. Letztere, der ihr Klavierlehrer Beethoven 1802 seine Mondscheinsonate gewidmet hatte, hatte 1803 den Ballettkomponisten Gallenberg geheiratet und sich mit ihm in Neapel niedergelassen. Dort galt sie laut Pückler-Muskau, der mit ihr 1809 eine Affäre hatte, als schönste Frau der Stadt. Ende 1816 hielt sie sich mit ihren Kindern in Wien auf.
1818 übersiedelte Hofmann wegen der angegriffenen Gesundheit der jüngsten Tochter Charlotte nach Pest, heute Teil von Budapest. Dort eröffnete er eine k. k. privilegirte Erziehung‘s- und Unterricht’sanstalt, für Töchter aus den gebildeten Ständen. Aufgenommen wurden 24 Pensionärinnen von 6 bis 12 Jahren (Schulgeld vierteljährlich: 125 Konventionsgulden) sowie Tageschülerinnen.

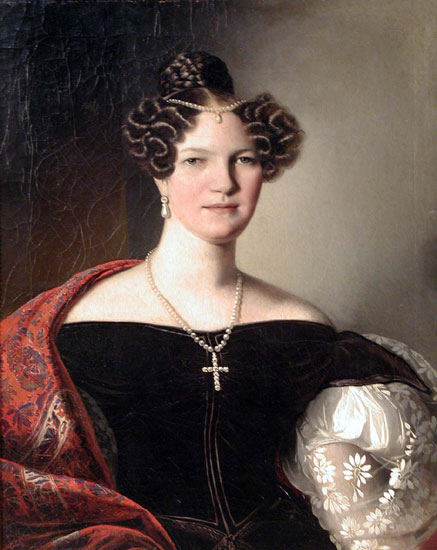
Giuseppe Tominz: Hofmanns Tochter Amalia Ritter von Záhony, ca. 1829

Bei Anlass der Eröffnung veröffentlichte Hofmann die Schrift Uiber [sic] Erziehung und Unterricht. János Szabó von Várad (1783–1864), der sich 1810/1811 in Yverdon aufgehalten hatte, verfasste eine wohlwollende Rezension. Der Redaktor der Vereinigten Ofner und Pester Zeitung, Johann Christoph Rösler (1773–1837), schrieb über Hofmann: „[…] die edle Humanität und Reife seines geistigen Charakters lebt auch in seinem ganzen Exterieur […]“ Der Pädagoge Karl Georg Rumy (1780–1847) berichtete im Hesperus (Prag): „Seine Gemahlinn und zwei erwachsene liebenswürdige Töchter gehen ihm bei der Erziehung und dem Unterricht an die Hand. Seine Töchter sind nicht nur in der Musik wohl erfahren, sondern auch im Zeichnen, Malen und Porträtiren wahre Meisterinnen. […] Bei Hrn. Hofmann herrscht der unbefangene herzliche Familienton. Glücklich die ungrischen Mädchen, die seiner Erziehung anvertraut werden.“ Hingegen wurde Hofmann von seinem Konkurrenten Johann Ludwig Folnesics (1780–1823) des „widerchristlichen Deismus“ bezichtigt. Die Einstellung des Angegriffenen zur Religion erhellt aus dem, was er in Neapel einem Mitglied der englischen Bibelgesellschaft gesagt hatte: „[…] ohne den Glauben an die Menschheit ist der Glaube an Christus und der Glaube an Gott ein Hingespinnst […]“
1819 verloren die Hofmanns die erwähnte Tochter Charlotte. Ein Freund der Eltern veröffentlichte ein Gedicht auf den Tod der 18-Jährigen. Dass Hofmann sein Institut 1821 der Pestalozzianerin Eva Höhn geb. Schaarer abtrat, hing mit der Verehelichung der beiden anderen Töchter zusammen. Während Carolina nach Rom zog, lebte Amalia fortan in Görz (Gorizia) bzw. Triest und ab 1834 in Wien. Sie heiratete 1821 den lutherischen Unternehmer Johann Christoph Ritter (1782–1838) aus Frankfurt am Main, dem sie zu seinen acht Kindern aus erster Ehe sechs weitere gebar. 1829 wurde ihm der Titel Edler von Záhony (Ungarn) verliehen. 1832–1835 präsidierte er die neu gegründete Versicherungsgesellschaft Assicurazioni Generali.

### Landwirt bei Wien
1822 redigierte Hofmann am Comer See sein umfangreichstes Werk Beiträge zur Kulturgeschichte Neapels. Es wurde von Sauerländer in Aarau herausgegeben, nachdem Teile davon vorab in Zschokkes Zeitschrift Überlieferungen zur Geschichte unserer Zeit erschienen waren. Ein Rezensent fasste den Inhalt des Buchs wie folgt zusammen: „1) Geschichte von Hofmanns Erziehungsanstalt; 2) Züge aus dem sittlichen Charakter und dem Stand der wissenschaftlichen Bildung der Neapolitaner; 3) Fragmente aus der Geschichte des Landes von 1811–1816.“

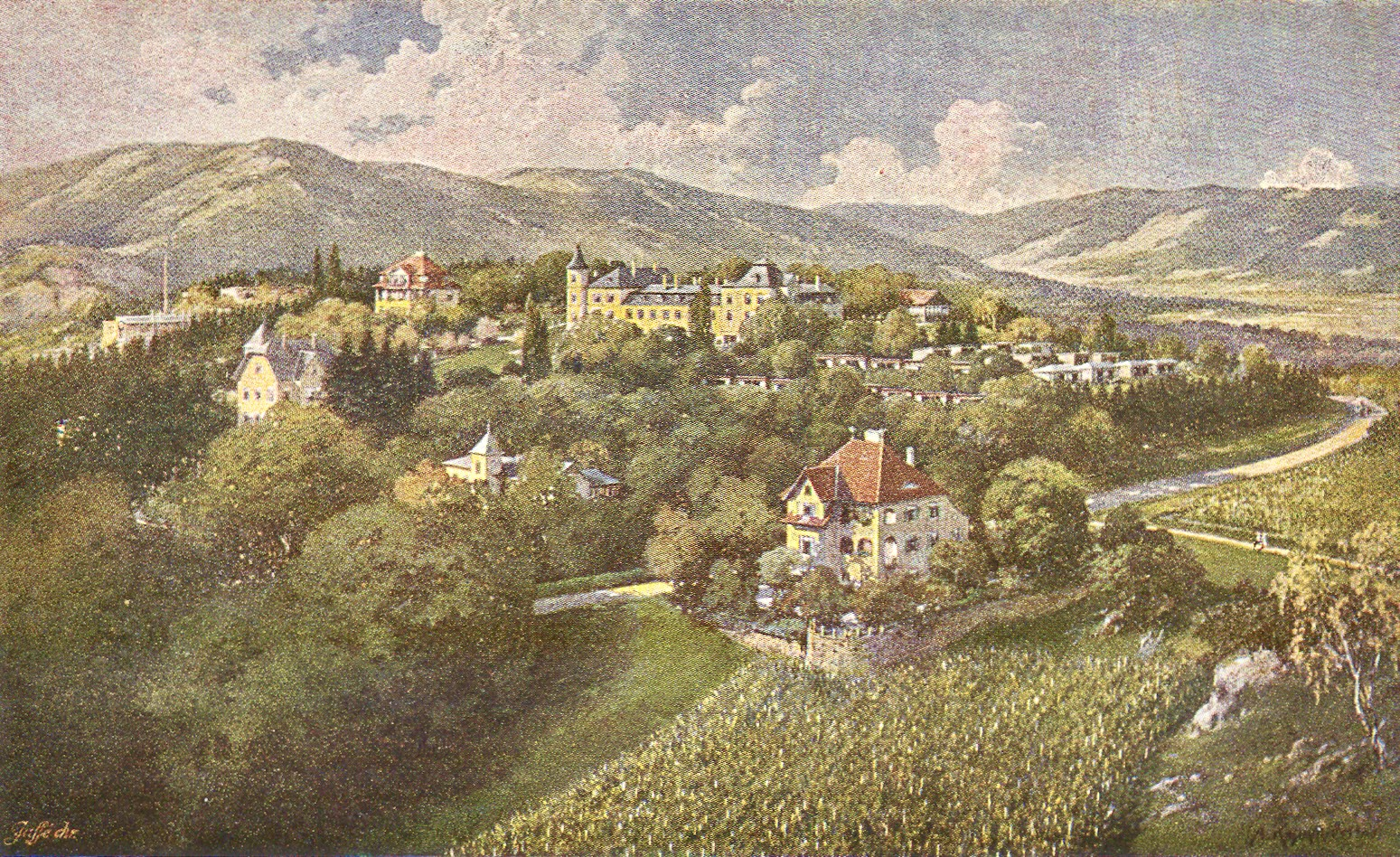
Gegend des ehemaligen Wällischhofs in Maria Enzersdorf bei Wien, um 1900

Hofmann übersiedelte nun mit seiner Gattin in den (nicht mehr existierenden) Wällischhof in Maria Enzersdorf bei Wien, „wo er nur noch Einzeluntericht für vornehme Töchter erteilte bzw. hohe Herrschaften auf Italienreisen vorbereitete, mitunter auch begleitete, sonst aber Landwirtschaft trieb und für eine Pestalozzi-Stiftung warb“. Nach dem Tod des Meisters berichtete er dessen späterem Biografen Karl Justus Blochmann (1786–1855), er habe sich auf ein Landgütchen zurückgezogen, wo er Bauer geworden sei, seine Felder, Reben und Gärten bestelle, „mich freuend der goldenen Unabhängigkeit, in der ich vom höhern Standpunkte meines auf einer Anhöhe gelegenen Tuskulums herabsehe auf die vor mir ausgebreiteten Flächen und Niederungen und die in Palästen, Schlössern und Burgen beengten Herrlichkeiten der grossen Stadt“. Er fuhr fort: „Immer lebhaft ist aber dennoch mein Antheil, den ich an dem Thun und Treiben der Menschen auf nahem und fernem Schauplatze nehme, doch selten mich erbauend an ihren Thaten, oft lachend über ihre Thorheit, und öfters betrübt über ihre Niedrigkeit und empört über ihre schreiende Leidenschaftlichkeit.“
Hofmanns letzte Adresse war Laimgrube 16, heute Lehárgasse 1, Wien, nahe der Wohnung seiner Tochter Amalia. Diese, wie früher bereits Hofmanns Frau Charlotte unterstützte in Margareten, heute Wien, eine der Kinder-Bewahranstalten für sozial Schwache, die Beethovens Freundin Gräfin Therese Brunsvik (1775–1861) nach einem Aufenthalt in Yverdon gegründet hatte. Hofmann starb 1849 mit 83 Jahren an Altersschwäche. Beigesetzt wurde er auf dem heute aufgelassenen Schmelzer Friedhof.

## Schriften

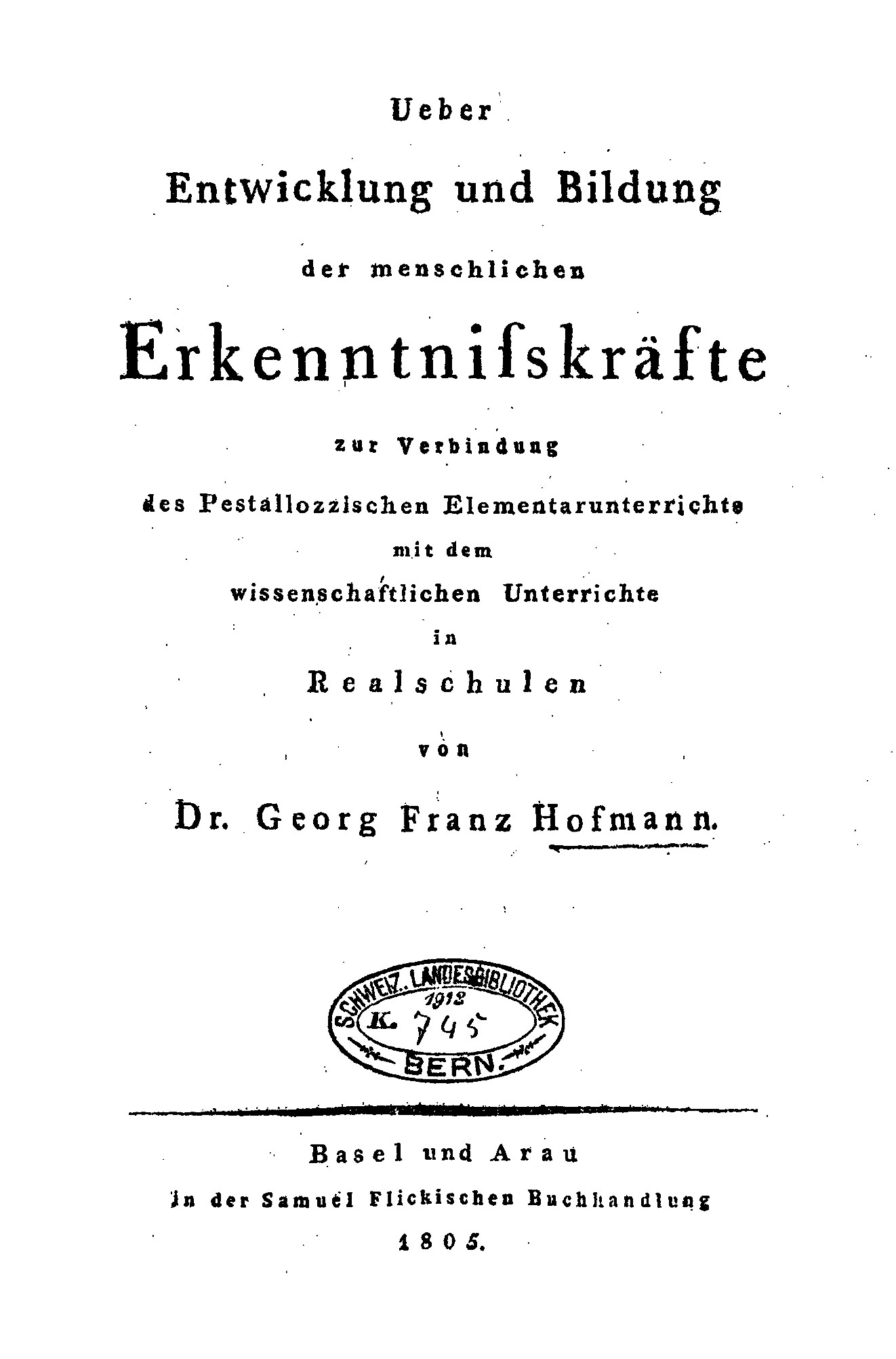
Ueber Entwicklung und Bildung der menschlichen Erkenntnisskräfte […], 1805

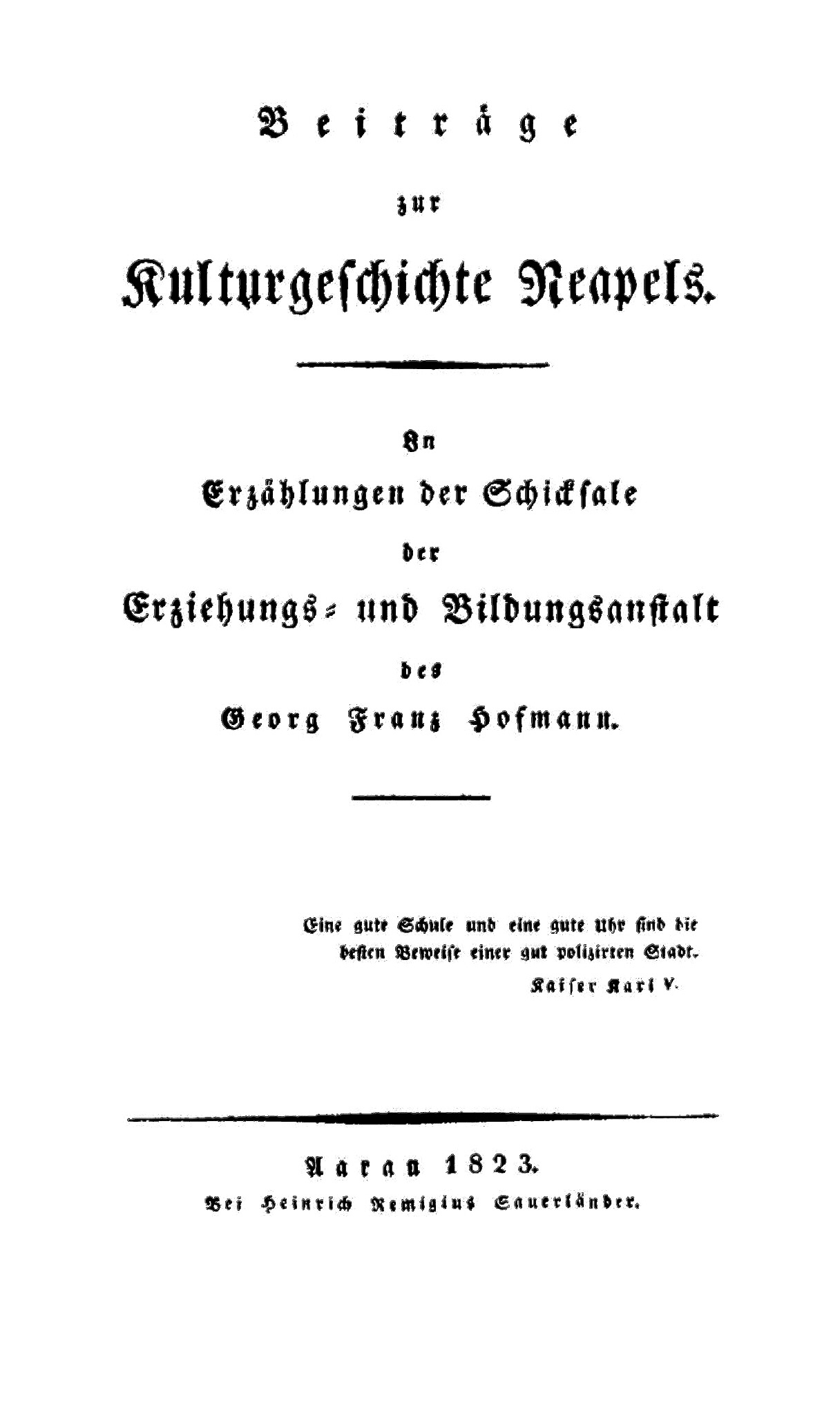
Beiträge zur Kulturgeschichte Neapels […], 1823

- (Mit Leonard Meister:) Journal von und für Helvetien. 12 Nummern, Emanuel Haller, Bern, ab Juli 1799 (Zentralbibliothek Zürich, Gal Sp 133).
- (Mit Urs Joseph Lüthy und Johann Bernhard Huber:) Helvetische Chronik. 71 Nummern. Gruner & Gessner, Bern, 1. Okt.–30. Dez. 1799 (Zentralbibliothek Zürich, 36.1369).
- Rede des Bürgers Hofmann, Lehrer an der Kantonsschule. In: Feyerliche Eröffnung der Kantons-Schule in Aarau. Zum Druke befördert von der neuen literärischen Gesellschaft in Aarau. Friedrich Jakob Bek [sic], (6. Jan.) 1802 (Staatsarchiv Aargau, Fu 50: 1), S. 14–30.
- Neue Anordnungen und verbesserte Einrichtungen in der Kantonsschule zu Aarau. (12. Nov.) 1802 (Staatsarchiv Aargau, Fu 129).
- Anordnung und Eintheilung der Lehrfächer und Lehrstunden für den Sommerkurs der Kantonsschule in Aarau. Bek, Aarau (20. Mai) 1803 (Staatsarchiv Aargau, Fu 130).
- Neueste Anordnung und Eintheilung der Lehrfächer und Lehrstunden in der Kantonsschule in Aarau. (15. Sept.) 1804 (Staatsarchiv Aargau, Fu 136).
- Ueber Entwicklung und Bildung der menschlichen Erkenntnisskräfte zur Verbindung des Pestallozzischen [sic] Elementarunterrichts mit dem wissenschaftlichen Unterrichte in Realschulen von Dr. Georg Franz Hofmann. Samuel Flick, Basel/Arau (Aug.) 1805 (Digitalisat).
- 2 Briefe an Usteri. 1806 (Zentralbibliothek Zürich, Autogr Ott, Hofmann).
- Neue Erziehungsanstalten in Spanien. In: Morgenblatt für gebildete Stände (Tübingen). 9. Febr. 1807, S. 136 (Digitalisat).
- Neujahrs-Feyer im Pestalozzischen Institute zu Jferten. In: Morgenblatt für gebildete Stände. 26. Febr. 1807, S. 194 f. (Digitalisat).
- Feyer des Geburtstages Pestalozzi’s in Jferten, am 12 Jänner 1808. In: Morgenblatt für gebildete Stände. 29. Jan. 1808, S. 98–100 (Digitalisat).
- Ueber die Anstalten der preußischen Regierung zu der Einführung der neuern Elementar-Methode. In: Morgenblatt für gebildete Stände. 10. Mai 1809, S. 443 f. (Digitalisat).
- Idee generali sulla educazione per servir di base all’organizzazione dell’istituto di Giorgio Francesco Hofmann. Fratelli Masi, Napoli Sept. 1812 (Digitalisat).
- Stato scientifico e morale dell’istituto di G. F. Hofmann. Napoli 1814.[182]
- Uiber [sic] Erziehung und Unterricht. Ein Wort zur Ankündigung einer in Pesth errichteten k. k. privilegirten Erziehung’s- und Unterricht’sanstalt, für Töchter aus den gebildeten Ständen, von Georg Franz Hofmann, Philos(ophiæ) Mag(ister), Mitglied der Pädagogischen Gesellschaft in Lenzbürg [sic], vormals Professor an der Kantonsschule des Aargau’s in der Schweiz. Pesth 1818.[183]
- Letztes Wort an die Eltern der Zöglinge, und die Freunde der Erziehungs-Anstalt des G. F. Hofmann. Pesth 1821.[184]
- Geschichte einer Pestalozzischen Bildungsanstalt in Neapel. (Als Beitrag zur Sittengeschichte des heutigen Neapels.) In: Heinrich Zschokke (Hrsg.): Überlieferungen zur Geschichte unserer Zeit (Aarau), Jg. 1822, S. 451–486 (Digitalisat).
- Beiträge zur Kulturgeschichte Neapels. In Erzählungen der Schicksale der Erziehungs- und Bildungsanstalt des Georg Franz Hofmann. Heinrich Remigius Sauerländer, Aarau 1823 (Digitalisat).
- Ein Brief Franz Georg [sic] Hofmanns aus dem Jahre 1827. In: Pestalozzianum (Beilage zur Schweizerischen Lehrerzeitung), 18. Apr. 1941, S. 6 f. (Digitalisat).
- Rebekka Horlacher, Daniel Tröhler (Hrsg.): Sämtliche Briefe an Johann Heinrich Pestalozzi. Kritische Ausgabe. Neue Zürcher Zeitung/De Gruyter, Zürich/Berlin. Band 2. 2010, ISBN 978-3-03823-604-7, S. 140 f., 446, 754 f.; Band 3.  2011, ISBN 978-3-03823-667-2, S. 101 f., 112, 173–176, 185, 260–264, 310, 369 f., 433 ff., 448, 450–452, 543, 550–554, 598–600; Band 4. 2012, ISBN 978-3-03823-757-0, S. 57, 780; Band 5. 2013, ISBN 978-3-03823-840-9, S. 132–135.

Zuschreibung zweifelhaft
- Bemerkungen über das neue Auflagen-System vom 15. Dezember 1800, von einem Steuerpflichtigen. Bern (März) 1801 (Digitalisat).[185]
- (Mit Franz Xaver Bronner:) Schweizerische Minerva. Von einer Gesellschaft vaterländischer Gelehrten herausgegeben. 1. Band, 1.–2. Stück (mehr nicht erschienen), Samuel Flick, Basel/Aarau 1803 f. (Digitalisat).[186]
- Das Königsfest in Montcharant [Montcherand], bey Orbe im Kanton Leman, am 13 Juni 1807. In: Morgenblatt für gebildete Stände. 11. Juli 1807, S. 659 f. (Digitalisat).

Zuschreibung falsch
- Georg Franz Hofmann (Onkel): Lateinische Sprachlehre in systematischer Ordnung. Schwan und Götz, Mannheim 1791 (Digitalisat); Neue Aufl., Löffler, Mannheim 1809.
- (Heinrich August Ottokar Reichard:) Katharina II., ein historischer Versuch. In: Historisch-genealogischer Kalender auf das Gemein-Jahr 1798. Johann Friedrich Unger, Berlin 1797; Essai historique de la vie de Catherine II. In: Almanach historique et généalogique pour l'annee commune 1798, Johann Friedrich Unger, Berlin 1797.[187]